# Llista d'asteroides (245001-246000)
Llista d'asteroides del 245.001 al 246.000, amb data de descoberta i descobridor. És un fragment de la llista d'asteroides completa. Als asteroides se'ls dona un número quan es confirma la seva òrbita, per tant apareixen llistats aproximadament segons la data de descobriment.

## 245001-245100
| Nom    | Designació provisional | Data de descobriment | Lloc de descobriment | Descobridor/s        |
| ------ | ---------------------- | -------------------- | -------------------- | -------------------- |
| 245001 | 2004 CQ29              | 12 de febrer de 2004 | Kitt Peak            | Spacewatch           |
| 245002 | 2004 CE34              | 13 de febrer de 2004 | Kitt Peak            | Spacewatch           |
| 245003 | 2004 CR44              | 13 de febrer de 2004 | Kitt Peak            | Spacewatch           |
| 245004 | 2004 CN50              | 14 de febrer de 2004 | Haleakala            | NEAT                 |
| 245005 | 2004 CK53              | 11 de febrer de 2004 | Palomar              | NEAT                 |
| 245006 | 2004 CX56              | 10 de febrer de 2004 | Palomar              | NEAT                 |
| 245007 | 2004 CV72              | 13 de febrer de 2004 | Kitt Peak            | Spacewatch           |
| 245008 | 2004 CQ76              | 11 de febrer de 2004 | Palomar              | NEAT                 |
| 245009 | 2004 CP85              | 14 de febrer de 2004 | Kitt Peak            | Spacewatch           |
| 245010 | 2004 CY95              | 14 de febrer de 2004 | Kitt Peak            | Spacewatch           |
| 245011 | 2004 CM107             | 14 de febrer de 2004 | Kitt Peak            | Spacewatch           |
| 245012 | 2004 CR107             | 14 de febrer de 2004 | Kitt Peak            | Spacewatch           |
| 245013 | 2004 CJ108             | 15 de febrer de 2004 | Socorro              | LINEAR               |
| 245014 | 2004 CU111             | 14 de febrer de 2004 | Kitt Peak            | Spacewatch           |
| 245015 | 2004 CB115             | 14 de febrer de 2004 | Socorro              | LINEAR               |
| 245016 | 2004 DH10              | 18 de febrer de 2004 | Desert Eagle         | W. K. Y. Yeung       |
| 245017 | 2004 DM39              | 22 de febrer de 2004 | Kitt Peak            | Spacewatch           |
| 245018 | 2004 DL51              | 23 de febrer de 2004 | Socorro              | LINEAR               |
| 245019 | 2004 DP59              | 25 de febrer de 2004 | Desert Eagle         | W. K. Y. Yeung       |
| 245020 | 2004 DQ61              | 26 de febrer de 2004 | Socorro              | LINEAR               |
| 245021 | 2004 DN62              | 23 de febrer de 2004 | Socorro              | LINEAR               |
| 245022 | 2004 DB66              | 23 de febrer de 2004 | Socorro              | LINEAR               |
| 245023 | 2004 DB69              | 26 de febrer de 2004 | Kitt Peak            | M. W. Buie           |
| 245024 | 2004 EV3               | 10 de març de 2004   | Palomar              | NEAT                 |
| 245025 | 2004 EL10              | 14 de març de 2004   | Kitt Peak            | Spacewatch           |
| 245026 | 2004 EG12              | 11 de març de 2004   | Palomar              | NEAT                 |
| 245027 | 2004 EQ13              | 11 de març de 2004   | Palomar              | NEAT                 |
| 245028 | 2004 EM17              | 12 de març de 2004   | Palomar              | NEAT                 |
| 245029 | 2004 EX21              | 15 de març de 2004   | Desert Eagle         | W. K. Y. Yeung       |
| 245030 | 2004 EH23              | 15 de març de 2004   | Socorro              | LINEAR               |
| 245031 | 2004 EE45              | 15 de març de 2004   | Kitt Peak            | Spacewatch           |
| 245032 | 2004 EB52              | 15 de març de 2004   | Kitt Peak            | Spacewatch           |
| 245033 | 2004 EB56              | 14 de març de 2004   | Palomar              | NEAT                 |
| 245034 | 2004 EE58              | 15 de març de 2004   | Catalina             | CSS                  |
| 245035 | 2004 EK63              | 13 de març de 2004   | Palomar              | NEAT                 |
| 245036 | 2004 EM69              | 15 de març de 2004   | Kitt Peak            | Spacewatch           |
| 245037 | 2004 EB75              | 14 de març de 2004   | Kitt Peak            | Spacewatch           |
| 245038 | 2004 EL76              | 15 de març de 2004   | Kitt Peak            | Spacewatch           |
| 245039 | 2004 EM77              | 15 de març de 2004   | Socorro              | LINEAR               |
| 245040 | 2004 EZ80              | 15 de març de 2004   | Socorro              | LINEAR               |
| 245041 | 2004 EK87              | 14 de març de 2004   | Kitt Peak            | Spacewatch           |
| 245042 | 2004 FZ19              | 16 de març de 2004   | Socorro              | LINEAR               |
| 245043 | 2004 FD20              | 16 de març de 2004   | Socorro              | LINEAR               |
| 245044 | 2004 FU24              | 17 de març de 2004   | Socorro              | LINEAR               |
| 245045 | 2004 FQ26              | 17 de març de 2004   | Kitt Peak            | Spacewatch           |
| 245046 | 2004 FT31              | 30 de març de 2004   | Socorro              | LINEAR               |
| 245047 | 2004 FN46              | 17 de març de 2004   | Socorro              | LINEAR               |
| 245048 | 2004 FL69              | 16 de març de 2004   | Kitt Peak            | Spacewatch           |
| 245049 | 2004 FU71              | 17 de març de 2004   | Kitt Peak            | Spacewatch           |
| 245050 | 2004 FA79              | 19 de març de 2004   | Kitt Peak            | Spacewatch           |
| 245051 | 2004 FK80              | 22 de març de 2004   | Socorro              | LINEAR               |
| 245052 | 2004 FO85              | 18 de març de 2004   | Kitt Peak            | Spacewatch           |
| 245053 | 2004 FT91              | 22 de març de 2004   | Socorro              | LINEAR               |
| 245054 | 2004 FW97              | 23 de març de 2004   | Socorro              | LINEAR               |
| 245055 | 2004 FS98              | 19 de març de 2004   | Socorro              | LINEAR               |
| 245056 | 2004 FN107             | 20 de març de 2004   | Socorro              | LINEAR               |
| 245057 | 2004 FW129             | 20 de març de 2004   | Socorro              | LINEAR               |
| 245058 | 2004 FL132             | 23 de març de 2004   | Kitt Peak            | Spacewatch           |
| 245059 | 2004 FS133             | 24 de març de 2004   | Catalina             | CSS                  |
| 245060 | 2004 FF147             | 28 de març de 2004   | Anderson Mesa        | LONEOS               |
| 245061 | 2004 FN148             | 29 de març de 2004   | Socorro              | LINEAR               |
| 245062 | 2004 GF3               | 9 d'abril de 2004    | Siding Spring        | Siding Spring Survey |
| 245063 | 2004 GD5               | 11 d'abril de 2004   | Palomar              | NEAT                 |
| 245064 | 2004 GL7               | 12 d'abril de 2004   | Kitt Peak            | Spacewatch           |
| 245065 | 2004 GV10              | 13 d'abril de 2004   | Kitt Peak            | Spacewatch           |
| 245066 | 2004 GG12              | 9 d'abril de 2004    | Siding Spring        | Siding Spring Survey |
| 245067 | 2004 GX21              | 12 d'abril de 2004   | Catalina             | CSS                  |
| 245068 | 2004 GY39              | 15 d'abril de 2004   | Siding Spring        | Siding Spring Survey |
| 245069 | 2004 GG53              | 13 d'abril de 2004   | Kitt Peak            | Spacewatch           |
| 245070 | 2004 GA57              | 14 d'abril de 2004   | Kitt Peak            | Spacewatch           |
| 245071 | 2004 GX58              | 15 d'abril de 2004   | Anderson Mesa        | LONEOS               |
| 245072 | 2004 GR59              | 13 d'abril de 2004   | Kitt Peak            | Spacewatch           |
| 245073 | 2004 GS77              | 15 d'abril de 2004   | Socorro              | LINEAR               |
| 245074 | 2004 HJ                | 16 d'abril de 2004   | Socorro              | LINEAR               |
| 245075 | 2004 HB12              | 19 d'abril de 2004   | Socorro              | LINEAR               |
| 245076 | 2004 HC64              | 25 d'abril de 2004   | Kitt Peak            | Spacewatch           |
| 245077 | 2004 JV1               | 10 de maig de 2004   | Reedy Creek          | J. Broughton         |
| 245078 | 2004 JU36              | 13 de maig de 2004   | Kitt Peak            | Spacewatch           |
| 245079 | 2004 JD42              | 15 de maig de 2004   | Siding Spring        | Siding Spring Survey |
| 245080 | 2004 LN4               | 11 de juny de 2004   | Socorro              | LINEAR               |
| 245081 | 2004 MK6               | 20 de juny de 2004   | Socorro              | LINEAR               |
| 245082 | 2004 NY10              | 10 de juliol de 2004 | Catalina             | CSS                  |
| 245083 | 2004 NK14              | 11 de juliol de 2004 | Socorro              | LINEAR               |
| 245084 | 2004 NV28              | 14 de juliol de 2004 | Socorro              | LINEAR               |
| 245085 | 2004 OV6               | 16 de juliol de 2004 | Socorro              | LINEAR               |
| 245086 | 2004 OL11              | 25 de juliol de 2004 | Anderson Mesa        | LONEOS               |
| 245087 | 2004 PU                | 6 d'agost de 2004    | Palomar              | NEAT                 |
| 245088 | 2004 PJ7               | 6 d'agost de 2004    | Palomar              | NEAT                 |
| 245089 | 2004 PZ8               | 6 d'agost de 2004    | Palomar              | NEAT                 |
| 245090 | 2004 PB9               | 6 d'agost de 2004    | Palomar              | NEAT                 |
| 245091 | 2004 PA12              | 7 d'agost de 2004    | Palomar              | NEAT                 |
| 245092 | 2004 PA14              | 7 d'agost de 2004    | Palomar              | NEAT                 |
| 245093 | 2004 PC24              | 8 d'agost de 2004    | Socorro              | LINEAR               |
| 245094 | 2004 PT25              | 8 d'agost de 2004    | Socorro              | LINEAR               |
| 245095 | 2004 PY25              | 8 d'agost de 2004    | Socorro              | LINEAR               |
| 245096 | 2004 PF27              | 8 d'agost de 2004    | Reedy Creek          | J. Broughton         |
| 245097 | 2004 PD33              | 8 d'agost de 2004    | Socorro              | LINEAR               |
| 245098 | 2004 PN34              | 8 d'agost de 2004    | Anderson Mesa        | LONEOS               |
| 245099 | 2004 PQ37              | 9 d'agost de 2004    | Socorro              | LINEAR               |
| 245100 | 2004 PY38              | 9 d'agost de 2004    | Anderson Mesa        | LONEOS               |

## 245101-245200
| Nom                  | Designació provisional | Data de descobriment   | Lloc de descobriment | Descobridor/s        |
| -------------------- | ---------------------- | ---------------------- | -------------------- | -------------------- |
| 245101               | 2004 PS39              | 9 d'agost de 2004      | Anderson Mesa        | LONEOS               |
| 245102               | 2004 PL40              | 9 d'agost de 2004      | Socorro              | LINEAR               |
| 245103               | 2004 PW58              | 9 d'agost de 2004      | Socorro              | LINEAR               |
| 245104               | 2004 PF59              | 9 d'agost de 2004      | Socorro              | LINEAR               |
| 245105               | 2004 PB65              | 10 d'agost de 2004     | Socorro              | LINEAR               |
| 245106               | 2004 PL70              | 7 d'agost de 2004      | Campo Imperatore     | CINEOS               |
| 245107               | 2004 PG79              | 9 d'agost de 2004      | Socorro              | LINEAR               |
| 245108               | 2004 PY80              | 10 d'agost de 2004     | Socorro              | LINEAR               |
| 245109               | 2004 PR89              | 10 d'agost de 2004     | Campo Imperatore     | CINEOS               |
| 245110               | 2004 PO97              | 15 d'agost de 2004     | Pla D'Arguines       | Pla D'Arguines       |
| 245111               | 2004 PM98              | 8 d'agost de 2004      | Socorro              | LINEAR               |
| 245112               | 2004 PE101             | 11 d'agost de 2004     | Socorro              | LINEAR               |
| 245113               | 2004 PD114             | 15 d'agost de 2004     | Palomar              | NEAT                 |
| 245114               | 2004 PJ114             | 8 d'agost de 2004      | Palomar              | NEAT                 |
| 245115               | 2004 QO12              | 21 d'agost de 2004     | Siding Spring        | Siding Spring Survey |
| 245116               | 2004 QY12              | 21 d'agost de 2004     | Siding Spring        | Siding Spring Survey |
| 245117               | 2004 QN14              | 21 d'agost de 2004     | Catalina             | CSS                  |
| 245118               | 2004 QG18              | 20 d'agost de 2004     | Socorro              | LINEAR               |
| 245119               | 2004 QS20              | 20 d'agost de 2004     | Catalina             | CSS                  |
| 245120               | 2004 QP21              | 23 d'agost de 2004     | Kitt Peak            | Spacewatch           |
| 245121               | 2004 QX27              | 16 d'agost de 2004     | Palomar              | NEAT                 |
| 245122               | 2004 RG6               | 4 de setembre de 2004  | Palomar              | NEAT                 |
| 245123               | 2004 RE18              | 7 de setembre de 2004  | Socorro              | LINEAR               |
| 245124               | 2004 RN47              | 8 de setembre de 2004  | Socorro              | LINEAR               |
| 245125               | 2004 RQ52              | 8 de setembre de 2004  | Socorro              | LINEAR               |
| 245126               | 2004 RJ57              | 8 de setembre de 2004  | Socorro              | LINEAR               |
| 245127               | 2004 RD65              | 8 de setembre de 2004  | Socorro              | LINEAR               |
| 245128               | 2004 RE66              | 8 de setembre de 2004  | Socorro              | LINEAR               |
| 245129               | 2004 RR68              | 8 de setembre de 2004  | Socorro              | LINEAR               |
| 245130               | 2004 RB76              | 8 de setembre de 2004  | Socorro              | LINEAR               |
| 245131               | 2004 RD78              | 8 de setembre de 2004  | Socorro              | LINEAR               |
| 245132               | 2004 RV88              | 8 de setembre de 2004  | Socorro              | LINEAR               |
| 245133               | 2004 RL94              | 8 de setembre de 2004  | Socorro              | LINEAR               |
| 245134               | 2004 RT95              | 8 de setembre de 2004  | Socorro              | LINEAR               |
| 245135               | 2004 RP104             | 8 de setembre de 2004  | Palomar              | NEAT                 |
| 245136               | 2004 RJ106             | 8 de setembre de 2004  | Palomar              | NEAT                 |
| 245137               | 2004 RY106             | 9 de setembre de 2004  | Socorro              | LINEAR               |
| 245138               | 2004 RU172             | 9 de setembre de 2004  | Kitt Peak            | Spacewatch           |
| 245139               | 2004 RQ214             | 11 de setembre de 2004 | Socorro              | LINEAR               |
| 245140               | 2004 RX237             | 10 de setembre de 2004 | Kitt Peak            | Spacewatch           |
| 245141               | 2004 RM248             | 12 de setembre de 2004 | Socorro              | LINEAR               |
| 245142               | 2004 RQ257             | 9 de setembre de 2004  | Anderson Mesa        | LONEOS               |
| 245143               | 2004 RR257             | 9 de setembre de 2004  | Anderson Mesa        | LONEOS               |
| 245144               | 2004 RB288             | 15 de setembre de 2004 | 7300                 | W. K. Y. Yeung       |
| 245145               | 2004 RW291             | 10 de setembre de 2004 | Socorro              | LINEAR               |
| 245146               | 2004 RV311             | 14 de setembre de 2004 | Socorro              | LINEAR               |
| 245147               | 2004 RS319             | 13 de setembre de 2004 | Socorro              | LINEAR               |
| 245148               | 2004 RJ329             | 15 de setembre de 2004 | Anderson Mesa        | LONEOS               |
| 245149               | 2004 RZ331             | 14 de setembre de 2004 | Palomar              | NEAT                 |
| 245150               | 2004 RM332             | 14 de setembre de 2004 | Palomar              | NEAT                 |
| 245151               | 2004 RG339             | 15 de setembre de 2004 | Kitt Peak            | Spacewatch           |
| 245152               | 2004 RP341             | 7 de setembre de 2004  | Socorro              | LINEAR               |
| 245153               | 2004 SJ13              | 17 de setembre de 2004 | Socorro              | LINEAR               |
| 245154               | 2004 SO15              | 17 de setembre de 2004 | Anderson Mesa        | LONEOS               |
| 245155               | 2004 SC17              | 17 de setembre de 2004 | Anderson Mesa        | LONEOS               |
| 245156               | 2004 SH41              | 17 de setembre de 2004 | Kitt Peak            | Spacewatch           |
| 245157               | 2004 TK3               | 4 d'octubre de 2004    | Kitt Peak            | Spacewatch           |
| 245158 Thomasandrews | 2004 TU18              | 13 d'octubre de 2004   | Vail-Jarnac          | Jarnac               |
| 245159               | 2004 TM29              | 4 d'octubre de 2004    | Kitt Peak            | Spacewatch           |
| 245160               | 2004 TG41              | 4 d'octubre de 2004    | Anderson Mesa        | LONEOS               |
| 245161               | 2004 TY42              | 4 d'octubre de 2004    | Kitt Peak            | Spacewatch           |
| 245162               | 2004 TO55              | 4 d'octubre de 2004    | Kitt Peak            | Spacewatch           |
| 245163               | 2004 TW89              | 5 d'octubre de 2004    | Palomar              | NEAT                 |
| 245164               | 2004 TC90              | 5 d'octubre de 2004    | Kitt Peak            | Spacewatch           |
| 245165               | 2004 TA97              | 5 d'octubre de 2004    | Kitt Peak            | Spacewatch           |
| 245166               | 2004 TB101             | 6 d'octubre de 2004    | Kitt Peak            | Spacewatch           |
| 245167               | 2004 TR103             | 7 d'octubre de 2004    | Kitt Peak            | Spacewatch           |
| 245168               | 2004 TE104             | 7 d'octubre de 2004    | Kitt Peak            | Spacewatch           |
| 245169               | 2004 TE109             | 7 d'octubre de 2004    | Anderson Mesa        | LONEOS               |
| 245170               | 2004 TE116             | 4 d'octubre de 2004    | Apache Point         | Apache Point         |
| 245171               | 2004 TM116             | 4 d'octubre de 2004    | Anderson Mesa        | LONEOS               |
| 245172               | 2004 TU124             | 7 d'octubre de 2004    | Socorro              | LINEAR               |
| 245173               | 2004 TA135             | 8 d'octubre de 2004    | Anderson Mesa        | LONEOS               |
| 245174               | 2004 TO135             | 8 d'octubre de 2004    | Anderson Mesa        | LONEOS               |
| 245175               | 2004 TL136             | 8 d'octubre de 2004    | Anderson Mesa        | LONEOS               |
| 245176               | 2004 TO136             | 8 d'octubre de 2004    | Anderson Mesa        | LONEOS               |
| 245177               | 2004 TD138             | 8 d'octubre de 2004    | Palomar              | NEAT                 |
| 245178               | 2004 TW143             | 4 d'octubre de 2004    | Kitt Peak            | Spacewatch           |
| 245179               | 2004 TZ172             | 8 d'octubre de 2004    | Socorro              | LINEAR               |
| 245180               | 2004 TQ173             | 8 d'octubre de 2004    | Socorro              | LINEAR               |
| 245181               | 2004 TD176             | 9 d'octubre de 2004    | Socorro              | LINEAR               |
| 245182               | 2004 TM190             | 7 d'octubre de 2004    | Kitt Peak            | Spacewatch           |
| 245183               | 2004 TP210             | 8 d'octubre de 2004    | Kitt Peak            | Spacewatch           |
| 245184               | 2004 TD239             | 9 d'octubre de 2004    | Kitt Peak            | Spacewatch           |
| 245185               | 2004 TA247             | 7 d'octubre de 2004    | Socorro              | LINEAR               |
| 245186               | 2004 TW255             | 9 d'octubre de 2004    | Socorro              | LINEAR               |
| 245187               | 2004 TN266             | 9 d'octubre de 2004    | Kitt Peak            | Spacewatch           |
| 245188               | 2004 TD273             | 9 d'octubre de 2004    | Kitt Peak            | Spacewatch           |
| 245189               | 2004 TV273             | 9 d'octubre de 2004    | Kitt Peak            | Spacewatch           |
| 245190               | 2004 TA283             | 7 d'octubre de 2004    | Anderson Mesa        | LONEOS               |
| 245191               | 2004 TN287             | 9 d'octubre de 2004    | Socorro              | LINEAR               |
| 245192               | 2004 TA288             | 9 d'octubre de 2004    | Kitt Peak            | Spacewatch           |
| 245193               | 2004 TB299             | 13 d'octubre de 2004   | Kitt Peak            | Spacewatch           |
| 245194               | 2004 TQ301             | 8 d'octubre de 2004    | Anderson Mesa        | LONEOS               |
| 245195               | 2004 TP304             | 10 d'octubre de 2004   | Kitt Peak            | Spacewatch           |
| 245196               | 2004 TA325             | 12 d'octubre de 2004   | Kitt Peak            | Spacewatch           |
| 245197               | 2004 TC332             | 9 d'octubre de 2004    | Kitt Peak            | Spacewatch           |
| 245198               | 2004 TN340             | 13 d'octubre de 2004   | Anderson Mesa        | LONEOS               |
| 245199               | 2004 TO366             | 7 d'octubre de 2004    | Socorro              | LINEAR               |
| 245200               | 2004 UJ2               | 18 d'octubre de 2004   | Socorro              | LINEAR               |

## 245201-245300
| Nom    | Designació provisional | Data de descobriment   | Lloc de descobriment | Descobridor/s               |
| ------ | ---------------------- | ---------------------- | -------------------- | --------------------------- |
| 245201 | 2004 UQ4               | 16 d'octubre de 2004   | Socorro              | LINEAR                      |
| 245202 | 2004 UG9               | 23 d'octubre de 2004   | Socorro              | LINEAR                      |
| 245203 | 2004 VL5               | 3 de novembre de 2004  | Anderson Mesa        | LONEOS                      |
| 245204 | 2004 VG6               | 3 de novembre de 2004  | Kitt Peak            | Spacewatch                  |
| 245205 | 2004 VT15              | 1 de novembre de 2004  | Palomar              | NEAT                        |
| 245206 | 2004 VT24              | 4 de novembre de 2004  | Anderson Mesa        | LONEOS                      |
| 245207 | 2004 VZ25              | 4 de novembre de 2004  | Catalina             | CSS                         |
| 245208 | 2004 VO38              | 4 de novembre de 2004  | Kitt Peak            | Spacewatch                  |
| 245209 | 2004 VZ52              | 4 de novembre de 2004  | Catalina             | CSS                         |
| 245210 | 2004 VL57              | 5 de novembre de 2004  | Palomar              | NEAT                        |
| 245211 | 2004 VY57              | 7 de novembre de 2004  | Socorro              | LINEAR                      |
| 245212 | 2004 VF72              | 10 de novembre de 2004 | Kitt Peak            | Spacewatch                  |
| 245213 | 2004 VA96              | 11 de novembre de 2004 | Anderson Mesa        | LONEOS                      |
| 245214 | 2004 WZ8               | 19 de novembre de 2004 | Socorro              | LINEAR                      |
| 245215 | 2004 WW9               | 16 de novembre de 2004 | Siding Spring        | Siding Spring Survey        |
| 245216 | 2004 XG5               | 2 de desembre de 2004  | Catalina             | CSS                         |
| 245217 | 2004 XL19              | 8 de desembre de 2004  | Socorro              | LINEAR                      |
| 245218 | 2004 XN20              | 8 de desembre de 2004  | Socorro              | LINEAR                      |
| 245219 | 2004 XU20              | 8 de desembre de 2004  | Socorro              | LINEAR                      |
| 245220 | 2004 XY21              | 8 de desembre de 2004  | Socorro              | LINEAR                      |
| 245221 | 2004 XJ28              | 10 de desembre de 2004 | Catalina             | CSS                         |
| 245222 | 2004 XW37              | 7 de desembre de 2004  | Socorro              | LINEAR                      |
| 245223 | 2004 XC45              | 10 de desembre de 2004 | Socorro              | LINEAR                      |
| 245224 | 2004 XF53              | 10 de desembre de 2004 | Kitt Peak            | Spacewatch                  |
| 245225 | 2004 XV77              | 10 de desembre de 2004 | Socorro              | LINEAR                      |
| 245226 | 2004 XM88              | 10 de desembre de 2004 | Socorro              | LINEAR                      |
| 245227 | 2004 XH98              | 11 de desembre de 2004 | Kitt Peak            | Spacewatch                  |
| 245228 | 2004 XD100             | 12 de desembre de 2004 | Kitt Peak            | Spacewatch                  |
| 245229 | 2004 XF100             | 12 de desembre de 2004 | Kitt Peak            | Spacewatch                  |
| 245230 | 2004 XL106             | 11 de desembre de 2004 | Socorro              | LINEAR                      |
| 245231 | 2004 XL113             | 10 de desembre de 2004 | Kitt Peak            | Spacewatch                  |
| 245232 | 2004 XH119             | 12 de desembre de 2004 | Kitt Peak            | Spacewatch                  |
| 245233 | 2004 XF126             | 12 de desembre de 2004 | Socorro              | LINEAR                      |
| 245234 | 2004 XM126             | 13 de desembre de 2004 | Kitt Peak            | Spacewatch                  |
| 245235 | 2004 XK129             | 14 de desembre de 2004 | Catalina             | CSS                         |
| 245236 | 2004 XL130             | 9 de desembre de 2004  | Catalina             | CSS                         |
| 245237 | 2004 XW132             | 14 de desembre de 2004 | Catalina             | CSS                         |
| 245238 | 2004 XW134             | 15 de desembre de 2004 | Socorro              | LINEAR                      |
| 245239 | 2004 XL141             | 14 de desembre de 2004 | Socorro              | LINEAR                      |
| 245240 | 2004 XM146             | 14 de desembre de 2004 | Socorro              | LINEAR                      |
| 245241 | 2004 XC160             | 14 de desembre de 2004 | Kitt Peak            | Spacewatch                  |
| 245242 | 2004 XF162             | 15 de desembre de 2004 | Socorro              | LINEAR                      |
| 245243 | 2004 XU162             | 15 de desembre de 2004 | Socorro              | LINEAR                      |
| 245244 | 2004 XF163             | 15 de desembre de 2004 | Kitt Peak            | Spacewatch                  |
| 245245 | 2004 XG163             | 15 de desembre de 2004 | Catalina             | CSS                         |
| 245246 | 2004 XD186             | 14 de desembre de 2004 | Kitt Peak            | Spacewatch                  |
| 245247 | 2004 YP                | 17 de desembre de 2004 | Socorro              | LINEAR                      |
| 245248 | 2004 YZ                | 16 de desembre de 2004 | Catalina             | CSS                         |
| 245249 | 2004 YT1               | 18 de desembre de 2004 | Socorro              | LINEAR                      |
| 245250 | 2004 YG3               | 16 de desembre de 2004 | Anderson Mesa        | LONEOS                      |
| 245251 | 2004 YH4               | 16 de desembre de 2004 | Kitt Peak            | Spacewatch                  |
| 245252 | 2004 YZ26              | 19 de desembre de 2004 | Mount Lemmon         | Mt. Lemmon Survey           |
| 245253 | 2004 YC31              | 18 de desembre de 2004 | Socorro              | LINEAR                      |
| 245254 | 2004 YE33              | 16 de desembre de 2004 | Anderson Mesa        | LONEOS                      |
| 245255 | 2005 AU1               | 1 de gener de 2005     | Catalina             | CSS                         |
| 245256 | 2005 AW7               | 6 de gener de 2005     | Catalina             | CSS                         |
| 245257 | 2005 AG8               | 6 de gener de 2005     | Catalina             | CSS                         |
| 245258 | 2005 AM14              | 7 de gener de 2005     | Socorro              | LINEAR                      |
| 245259 | 2005 AL16              | 6 de gener de 2005     | Socorro              | LINEAR                      |
| 245260 | 2005 AM18              | 6 de gener de 2005     | Catalina             | CSS                         |
| 245261 | 2005 AX21              | 6 de gener de 2005     | Catalina             | CSS                         |
| 245262 | 2005 AA26              | 11 de gener de 2005    | Socorro              | LINEAR                      |
| 245263 | 2005 AH29              | 14 de gener de 2005    | Kvistaberg           | Uppsala-DLR Asteroid Survey |
| 245264 | 2005 AC43              | 15 de gener de 2005    | Socorro              | LINEAR                      |
| 245265 | 2005 AT45              | 15 de gener de 2005    | Socorro              | LINEAR                      |
| 245266 | 2005 AF54              | 13 de gener de 2005    | Kitt Peak            | Spacewatch                  |
| 245267 | 2005 AW56              | 15 de gener de 2005    | Catalina             | CSS                         |
| 245268 | 2005 AB58              | 15 de gener de 2005    | Catalina             | CSS                         |
| 245269 | 2005 AP61              | 15 de gener de 2005    | Kitt Peak            | Spacewatch                  |
| 245270 | 2005 AX61              | 15 de gener de 2005    | Kitt Peak            | Spacewatch                  |
| 245271 | 2005 AE82              | 9 de gener de 2005     | Kvistaberg           | Uppsala-DLR Asteroid Survey |
| 245272 | 2005 BJ                | 16 de gener de 2005    | Desert Eagle         | W. K. Y. Yeung              |
| 245273 | 2005 BQ                | 16 de gener de 2005    | Desert Eagle         | W. K. Y. Yeung              |
| 245274 | 2005 BQ5               | 16 de gener de 2005    | Socorro              | LINEAR                      |
| 245275 | 2005 BQ10              | 16 de gener de 2005    | Kitt Peak            | Spacewatch                  |
| 245276 | 2005 BG18              | 16 de gener de 2005    | Socorro              | LINEAR                      |
| 245277 | 2005 BK19              | 16 de gener de 2005    | Socorro              | LINEAR                      |
| 245278 | 2005 BR24              | 17 de gener de 2005    | Socorro              | LINEAR                      |
| 245279 | 2005 BZ32              | 16 de gener de 2005    | Mauna Kea            | C. Veillet                  |
| 245280 | 2005 BK48              | 17 de gener de 2005    | La Silla             | A. Boattini, H. Scholl      |
| 245281 | 2005 CY1               | 1 de febrer de 2005    | Palomar              | NEAT                        |
| 245282 | 2005 CR2               | 1 de febrer de 2005    | Catalina             | CSS                         |
| 245283 | 2005 CS7               | 3 de febrer de 2005    | Palomar              | NEAT                        |
| 245284 | 2005 CT8               | 1 de febrer de 2005    | Kitt Peak            | Spacewatch                  |
| 245285 | 2005 CZ8               | 1 de febrer de 2005    | Catalina             | CSS                         |
| 245286 | 2005 CV10              | 1 de febrer de 2005    | Kitt Peak            | Spacewatch                  |
| 245287 | 2005 CV17              | 2 de febrer de 2005    | Socorro              | LINEAR                      |
| 245288 | 2005 CF19              | 2 de febrer de 2005    | Catalina             | CSS                         |
| 245289 | 2005 CY26              | 1 de febrer de 2005    | Catalina             | CSS                         |
| 245290 | 2005 CB29              | 1 de febrer de 2005    | Kitt Peak            | Spacewatch                  |
| 245291 | 2005 CD43              | 2 de febrer de 2005    | Socorro              | LINEAR                      |
| 245292 | 2005 CU46              | 2 de febrer de 2005    | Kitt Peak            | Spacewatch                  |
| 245293 | 2005 CF53              | 3 de febrer de 2005    | Socorro              | LINEAR                      |
| 245294 | 2005 CL63              | 9 de febrer de 2005    | Anderson Mesa        | LONEOS                      |
| 245295 | 2005 CE64              | 9 de febrer de 2005    | Socorro              | LINEAR                      |
| 245296 | 2005 CN64              | 9 de febrer de 2005    | Mount Lemmon         | Mt. Lemmon Survey           |
| 245297 | 2005 CS68              | 3 de febrer de 2005    | Socorro              | LINEAR                      |
| 245298 | 2005 CX68              | 4 de febrer de 2005    | Anderson Mesa        | LONEOS                      |
| 245299 | 2005 CK69              | 7 de febrer de 2005    | Marly                | P. Kocher                   |
| 245300 | 2005 CX79              | 1 de febrer de 2005    | Catalina             | CSS                         |

## 245301-245400
| Nom    | Designació provisional | Data de descobriment | Lloc de descobriment | Descobridor/s        |
| ------ | ---------------------- | -------------------- | -------------------- | -------------------- |
| 245301 | 2005 EE6               | 1 de març de 2005    | Kitt Peak            | Spacewatch           |
| 245302 | 2005 EG11              | 2 de març de 2005    | Catalina             | CSS                  |
| 245303 | 2005 EN16              | 3 de març de 2005    | Vail-Jarnac          | Jarnac               |
| 245304 | 2005 EZ26              | 3 de març de 2005    | Catalina             | CSS                  |
| 245305 | 2005 EA28              | 3 de març de 2005    | Socorro              | LINEAR               |
| 245306 | 2005 EN28              | 3 de març de 2005    | Catalina             | CSS                  |
| 245307 | 2005 ER34              | 3 de març de 2005    | Catalina             | CSS                  |
| 245308 | 2005 EA35              | 3 de març de 2005    | Kitt Peak            | Spacewatch           |
| 245309 | 2005 EX35              | 4 de març de 2005    | Catalina             | CSS                  |
| 245310 | 2005 EH36              | 4 de març de 2005    | Catalina             | CSS                  |
| 245311 | 2005 EA37              | 4 de març de 2005    | Socorro              | LINEAR               |
| 245312 | 2005 EQ37              | 7 de març de 2005    | Junk Bond            | Junk Bond            |
| 245313 | 2005 EY40              | 1 de març de 2005    | Catalina             | CSS                  |
| 245314 | 2005 EH58              | 4 de març de 2005    | Kitt Peak            | Spacewatch           |
| 245315 | 2005 EP61              | 4 de març de 2005    | Socorro              | LINEAR               |
| 245316 | 2005 EY65              | 4 de març de 2005    | Mount Lemmon         | Mt. Lemmon Survey    |
| 245317 | 2005 EN69              | 4 de març de 2005    | Kitt Peak            | Spacewatch           |
| 245318 | 2005 EO72              | 2 de març de 2005    | Catalina             | CSS                  |
| 245319 | 2005 ES73              | 3 de març de 2005    | Kitt Peak            | Spacewatch           |
| 245320 | 2005 EY75              | 3 de març de 2005    | Kitt Peak            | Spacewatch           |
| 245321 | 2005 EU81              | 4 de març de 2005    | Kitt Peak            | Spacewatch           |
| 245322 | 2005 EE82              | 4 de març de 2005    | Kitt Peak            | Spacewatch           |
| 245323 | 2005 EH85              | 4 de març de 2005    | Socorro              | LINEAR               |
| 245324 | 2005 EQ87              | 4 de març de 2005    | Mount Lemmon         | Mt. Lemmon Survey    |
| 245325 | 2005 EW90              | 8 de març de 2005    | Kitt Peak            | Spacewatch           |
| 245326 | 2005 EL91              | 8 de març de 2005    | Kitt Peak            | Spacewatch           |
| 245327 | 2005 EV92              | 8 de març de 2005    | Anderson Mesa        | LONEOS               |
| 245328 | 2005 EQ107             | 4 de març de 2005    | Catalina             | CSS                  |
| 245329 | 2005 EZ116             | 4 de març de 2005    | Mount Lemmon         | Mt. Lemmon Survey    |
| 245330 | 2005 EH128             | 9 de març de 2005    | Kitt Peak            | Spacewatch           |
| 245331 | 2005 EO133             | 9 de març de 2005    | Socorro              | LINEAR               |
| 245332 | 2005 EG138             | 9 de març de 2005    | Socorro              | LINEAR               |
| 245333 | 2005 ED144             | 10 de març de 2005   | Mount Lemmon         | Mt. Lemmon Survey    |
| 245334 | 2005 EB147             | 10 de març de 2005   | Mount Lemmon         | Mt. Lemmon Survey    |
| 245335 | 2005 EW147             | 10 de març de 2005   | Kitt Peak            | Spacewatch           |
| 245336 | 2005 EH148             | 10 de març de 2005   | Kitt Peak            | Spacewatch           |
| 245337 | 2005 ED154             | 7 de març de 2005    | Socorro              | LINEAR               |
| 245338 | 2005 ED166             | 11 de març de 2005   | Kitt Peak            | Spacewatch           |
| 245339 | 2005 EP169             | 9 de març de 2005    | Catalina             | CSS                  |
| 245340 | 2005 EU169             | 8 de març de 2005    | Catalina             | CSS                  |
| 245341 | 2005 EU174             | 8 de març de 2005    | Kitt Peak            | Spacewatch           |
| 245342 | 2005 EC178             | 9 de març de 2005    | Kitt Peak            | Spacewatch           |
| 245343 | 2005 ES181             | 9 de març de 2005    | Socorro              | LINEAR               |
| 245344 | 2005 EO184             | 9 de març de 2005    | Kitt Peak            | Spacewatch           |
| 245345 | 2005 EH192             | 11 de març de 2005   | Mount Lemmon         | Mt. Lemmon Survey    |
| 245346 | 2005 EB203             | 10 de març de 2005   | Mount Lemmon         | Mt. Lemmon Survey    |
| 245347 | 2005 ED212             | 4 de març de 2005    | Socorro              | LINEAR               |
| 245348 | 2005 EN216             | 8 de març de 2005    | Anderson Mesa        | LONEOS               |
| 245349 | 2005 EL219             | 10 de març de 2005   | Mount Lemmon         | Mt. Lemmon Survey    |
| 245350 | 2005 EV219             | 10 de març de 2005   | Mount Lemmon         | Mt. Lemmon Survey    |
| 245351 | 2005 EC242             | 11 de març de 2005   | Catalina             | CSS                  |
| 245352 | 2005 EJ247             | 12 de març de 2005   | Socorro              | LINEAR               |
| 245353 | 2005 ES250             | 9 de març de 2005    | Socorro              | LINEAR               |
| 245354 | 2005 EW256             | 11 de març de 2005   | Mount Lemmon         | Mt. Lemmon Survey    |
| 245355 | 2005 EL263             | 13 de març de 2005   | Kitt Peak            | Spacewatch           |
| 245356 | 2005 EY265             | 13 de març de 2005   | Catalina             | CSS                  |
| 245357 | 2005 EN270             | 13 de març de 2005   | Anderson Mesa        | LONEOS               |
| 245358 | 2005 EF272             | 11 de març de 2005   | Junk Bond            | Junk Bond            |
| 245359 | 2005 EO272             | 1 de març de 2005    | Catalina             | CSS                  |
| 245360 | 2005 EA281             | 10 de març de 2005   | Anderson Mesa        | LONEOS               |
| 245361 | 2005 EH324             | 10 de març de 2005   | Catalina             | CSS                  |
| 245362 | 2005 EC331             | 9 de març de 2005    | Siding Spring        | Siding Spring Survey |
| 245363 | 2005 FW5               | 31 de març de 2005   | Vail-Jarnac          | Jarnac               |
| 245364 | 2005 FS6               | 30 de març de 2005   | Catalina             | CSS                  |
| 245365 | 2005 FD14              | 19 de març de 2005   | Siding Spring        | Siding Spring Survey |
| 245366 | 2005 GS                | 1 d'abril de 2005    | Klet                 | Klet                 |
| 245367 | 2005 GV5               | 1 d'abril de 2005    | Kitt Peak            | Spacewatch           |
| 245368 | 2005 GW18              | 2 d'abril de 2005    | Mount Lemmon         | Mt. Lemmon Survey    |
| 245369 | 2005 GV31              | 4 d'abril de 2005    | Socorro              | LINEAR               |
| 245370 | 2005 GL39              | 4 d'abril de 2005    | Mount Lemmon         | Mt. Lemmon Survey    |
| 245371 | 2005 GR60              | 6 d'abril de 2005    | Anderson Mesa        | LONEOS               |
| 245372 | 2005 GS68              | 2 d'abril de 2005    | Catalina             | CSS                  |
| 245373 | 2005 GH73              | 4 d'abril de 2005    | Catalina             | CSS                  |
| 245374 | 2005 GY73              | 4 d'abril de 2005    | Catalina             | CSS                  |
| 245375 | 2005 GU77              | 6 d'abril de 2005    | Catalina             | CSS                  |
| 245376 | 2005 GC79              | 6 d'abril de 2005    | Catalina             | CSS                  |
| 245377 | 2005 GH86              | 4 d'abril de 2005    | Mount Lemmon         | Mt. Lemmon Survey    |
| 245378 | 2005 GD91              | 6 d'abril de 2005    | Kitt Peak            | Spacewatch           |
| 245379 | 2005 GJ93              | 6 d'abril de 2005    | Catalina             | CSS                  |
| 245380 | 2005 GT99              | 7 d'abril de 2005    | Mount Lemmon         | Mt. Lemmon Survey    |
| 245381 | 2005 GO105             | 10 d'abril de 2005   | Kitt Peak            | Spacewatch           |
| 245382 | 2005 GA108             | 10 d'abril de 2005   | Mount Lemmon         | Mt. Lemmon Survey    |
| 245383 | 2005 GS108             | 10 d'abril de 2005   | Mount Lemmon         | Mt. Lemmon Survey    |
| 245384 | 2005 GT109             | 10 d'abril de 2005   | Kitt Peak            | Spacewatch           |
| 245385 | 2005 GZ111             | 6 d'abril de 2005    | Anderson Mesa        | LONEOS               |
| 245386 | 2005 GZ116             | 11 d'abril de 2005   | Kitt Peak            | Spacewatch           |
| 245387 | 2005 GG127             | 12 d'abril de 2005   | Anderson Mesa        | LONEOS               |
| 245388 | 2005 GE129             | 7 d'abril de 2005    | Anderson Mesa        | LONEOS               |
| 245389 | 2005 GU130             | 8 d'abril de 2005    | Socorro              | LINEAR               |
| 245390 | 2005 GS131             | 10 d'abril de 2005   | Kitt Peak            | Spacewatch           |
| 245391 | 2005 GW134             | 10 d'abril de 2005   | Mount Lemmon         | Mt. Lemmon Survey    |
| 245392 | 2005 GC162             | 14 d'abril de 2005   | Kitt Peak            | Spacewatch           |
| 245393 | 2005 GH162             | 15 d'abril de 2005   | Catalina             | CSS                  |
| 245394 | 2005 GV163             | 10 d'abril de 2005   | Mount Lemmon         | Mt. Lemmon Survey    |
| 245395 | 2005 GQ166             | 11 d'abril de 2005   | Mount Lemmon         | Mt. Lemmon Survey    |
| 245396 | 2005 GP171             | 12 d'abril de 2005   | Mount Lemmon         | Mt. Lemmon Survey    |
| 245397 | 2005 GU172             | 14 d'abril de 2005   | Kitt Peak            | Spacewatch           |
| 245398 | 2005 GW172             | 14 d'abril de 2005   | Kitt Peak            | Spacewatch           |
| 245399 | 2005 GQ178             | 15 d'abril de 2005   | Kitt Peak            | Spacewatch           |
| 245400 | 2005 GQ182             | 1 d'abril de 2005    | Kitt Peak            | Spacewatch           |

## 245401-245500
| Nom            | Designació provisional | Data de descobriment | Lloc de descobriment | Descobridor/s        |
| -------------- | ---------------------- | -------------------- | -------------------- | -------------------- |
| 245401         | 2005 GO184             | 10 d'abril de 2005   | Kitt Peak            | M. W. Buie           |
| 245402         | 2005 GQ184             | 10 d'abril de 2005   | Kitt Peak            | M. W. Buie           |
| 245403         | 2005 GF207             | 11 d'abril de 2005   | Kitt Peak            | Spacewatch           |
| 245404         | 2005 GV208             | 2 d'abril de 2005    | Catalina             | CSS                  |
| 245405         | 2005 GU214             | 7 d'abril de 2005    | Kitt Peak            | Spacewatch           |
| 245406         | 2005 HF5               | 30 d'abril de 2005   | Kitt Peak            | Spacewatch           |
| 245407         | 2005 HG9               | 16 d'abril de 2005   | Kitt Peak            | Spacewatch           |
| 245408         | 2005 JO                | 3 de maig de 2005    | Kitt Peak            | Spacewatch           |
| 245409         | 2005 JW4               | 2 de maig de 2005    | Kitt Peak            | Spacewatch           |
| 245410         | 2005 JX9               | 4 de maig de 2005    | Mauna Kea            | C. Veillet           |
| 245411         | 2005 JO15              | 3 de maig de 2005    | Kitt Peak            | Spacewatch           |
| 245412         | 2005 JR18              | 4 de maig de 2005    | Mount Lemmon         | Mt. Lemmon Survey    |
| 245413         | 2005 JE22              | 4 de maig de 2005    | Cordell-Lorenz       | D. T. Durig          |
| 245414         | 2005 JN24              | 3 de maig de 2005    | Kitt Peak            | Spacewatch           |
| 245415         | 2005 JV30              | 4 de maig de 2005    | Kitt Peak            | Spacewatch           |
| 245416         | 2005 JX38              | 7 de maig de 2005    | Kitt Peak            | Spacewatch           |
| 245417 Rostand | 2005 JA46              | 9 de maig de 2005    | Saint-Sulpice        | B. Christophe        |
| 245418         | 2005 JX47              | 3 de maig de 2005    | Kitt Peak            | Spacewatch           |
| 245419         | 2005 JS48              | 3 de maig de 2005    | Kitt Peak            | Spacewatch           |
| 245420         | 2005 JL52              | 4 de maig de 2005    | Kitt Peak            | Spacewatch           |
| 245421         | 2005 JW63              | 4 de maig de 2005    | Kitt Peak            | Deep Lens Survey     |
| 245422         | 2005 JN66              | 4 de maig de 2005    | Palomar              | NEAT                 |
| 245423         | 2005 JN72              | 8 de maig de 2005    | Kitt Peak            | Spacewatch           |
| 245424         | 2005 JF74              | 8 de maig de 2005    | Anderson Mesa        | LONEOS               |
| 245425         | 2005 JD76              | 9 de maig de 2005    | Mount Lemmon         | Mt. Lemmon Survey    |
| 245426         | 2005 JA84              | 8 de maig de 2005    | Kitt Peak            | Spacewatch           |
| 245427         | 2005 JL89              | 11 de maig de 2005   | Mount Lemmon         | Mt. Lemmon Survey    |
| 245428         | 2005 JW105             | 11 de maig de 2005   | Mount Lemmon         | Mt. Lemmon Survey    |
| 245429         | 2005 JR107             | 12 de maig de 2005   | Mount Lemmon         | Mt. Lemmon Survey    |
| 245430         | 2005 JM108             | 10 de maig de 2005   | Bergisch Gladbac     | Bergisch Gladbach    |
| 245431         | 2005 JX108             | 6 de maig de 2005    | Kitt Peak            | Deep Lens Survey     |
| 245432         | 2005 JN117             | 10 de maig de 2005   | Kitt Peak            | Spacewatch           |
| 245433         | 2005 JF119             | 10 de maig de 2005   | Kitt Peak            | Spacewatch           |
| 245434         | 2005 JL120             | 10 de maig de 2005   | Kitt Peak            | Spacewatch           |
| 245435         | 2005 JZ121             | 10 de maig de 2005   | Kitt Peak            | Spacewatch           |
| 245436         | 2005 JX132             | 14 de maig de 2005   | Kitt Peak            | Spacewatch           |
| 245437         | 2005 JT142             | 15 de maig de 2005   | Palomar              | NEAT                 |
| 245438         | 2005 JS146             | 14 de maig de 2005   | Socorro              | LINEAR               |
| 245439         | 2005 JZ147             | 15 de maig de 2005   | Palomar              | NEAT                 |
| 245440         | 2005 JO154             | 4 de maig de 2005    | Mount Lemmon         | Mt. Lemmon Survey    |
| 245441         | 2005 JV161             | 8 de maig de 2005    | Mount Lemmon         | Mt. Lemmon Survey    |
| 245442         | 2005 JK166             | 11 de maig de 2005   | Catalina             | CSS                  |
| 245443         | 2005 JP174             | 11 de maig de 2005   | Cerro Tololo         | M. W. Buie           |
| 245444         | 2005 JZ176             | 8 de maig de 2005    | Kitt Peak            | Spacewatch           |
| 245445         | 2005 KG1               | 16 de maig de 2005   | Kitt Peak            | Spacewatch           |
| 245446         | 2005 KC5               | 18 de maig de 2005   | Palomar              | NEAT                 |
| 245447         | 2005 KK5               | 19 de maig de 2005   | Mount Lemmon         | Mt. Lemmon Survey    |
| 245448         | 2005 KH8               | 21 de maig de 2005   | Mount Lemmon         | Mt. Lemmon Survey    |
| 245449         | 2005 KE9               | 21 de maig de 2005   | Palomar              | NEAT                 |
| 245450         | 2005 LS                | 1 de juny de 2005    | Anderson Mesa        | LONEOS               |
| 245451         | 2005 LV                | 1 de juny de 2005    | Bergisch Gladbac     | W. Bickel            |
| 245452         | 2005 LD3               | 1 de juny de 2005    | Socorro              | LINEAR               |
| 245453         | 2005 LU10              | 3 de juny de 2005    | Kitt Peak            | Spacewatch           |
| 245454         | 2005 LK11              | 3 de juny de 2005    | Kitt Peak            | Spacewatch           |
| 245455         | 2005 LC23              | 8 de juny de 2005    | Kitt Peak            | Spacewatch           |
| 245456         | 2005 LQ24              | 6 de juny de 2005    | Kitt Peak            | Spacewatch           |
| 245457         | 2005 LN37              | 11 de juny de 2005   | Kitt Peak            | Spacewatch           |
| 245458         | 2005 LN43              | 10 de juny de 2005   | Kitt Peak            | Spacewatch           |
| 245459         | 2005 LQ43              | 10 de juny de 2005   | Kitt Peak            | Spacewatch           |
| 245460         | 2005 LU46              | 13 de juny de 2005   | Kitt Peak            | Spacewatch           |
| 245461         | 2005 ME                | 16 de juny de 2005   | Kitt Peak            | Spacewatch           |
| 245462         | 2005 MQ12              | 28 de juny de 2005   | Palomar              | NEAT                 |
| 245463         | 2005 MM14              | 28 de juny de 2005   | Palomar              | NEAT                 |
| 245464         | 2005 MR30              | 29 de juny de 2005   | Kitt Peak            | Spacewatch           |
| 245465         | 2005 MN45              | 27 de juny de 2005   | Kitt Peak            | Spacewatch           |
| 245466         | 2005 MG48              | 29 de juny de 2005   | Kitt Peak            | Spacewatch           |
| 245467         | 2005 MU52              | 30 de juny de 2005   | Palomar              | NEAT                 |
| 245468         | 2005 NF                | 1 de juliol de 2005  | Palomar              | NEAT                 |
| 245469         | 2005 NQ5               | 3 de juliol de 2005  | Mount Lemmon         | Mt. Lemmon Survey    |
| 245470         | 2005 NB27              | 5 de juliol de 2005  | Mount Lemmon         | Mt. Lemmon Survey    |
| 245471         | 2005 NO27              | 5 de juliol de 2005  | Mount Lemmon         | Mt. Lemmon Survey    |
| 245472         | 2005 NH41              | 4 de juliol de 2005  | Mount Lemmon         | Mt. Lemmon Survey    |
| 245473         | 2005 NU57              | 5 de juliol de 2005  | Mount Lemmon         | Mt. Lemmon Survey    |
| 245474         | 2005 NP59              | 9 de juliol de 2005  | Kitt Peak            | Spacewatch           |
| 245475         | 2005 NF64              | 1 de juliol de 2005  | Kitt Peak            | Spacewatch           |
| 245476         | 2005 NJ64              | 1 de juliol de 2005  | Kitt Peak            | Spacewatch           |
| 245477         | 2005 NN66              | 2 de juliol de 2005  | Kitt Peak            | Spacewatch           |
| 245478         | 2005 NO66              | 2 de juliol de 2005  | Kitt Peak            | Spacewatch           |
| 245479         | 2005 NQ93              | 6 de juliol de 2005  | Kitt Peak            | Spacewatch           |
| 245480         | 2005 NM95              | 7 de juliol de 2005  | Kitt Peak            | Spacewatch           |
| 245481         | 2005 NC123             | 5 de juliol de 2005  | Siding Spring        | Siding Spring Survey |
| 245482         | 2005 OP3               | 28 de juliol de 2005 | Reedy Creek          | J. Broughton         |
| 245483         | 2005 OA9               | 31 de juliol de 2005 | Socorro              | LINEAR               |
| 245484         | 2005 OZ23              | 30 de juliol de 2005 | Palomar              | NEAT                 |
| 245485         | 2005 PP10              | 4 d'agost de 2005    | Palomar              | NEAT                 |
| 245486         | 2005 PF17              | 13 d'agost de 2005   | Wrightwood           | J. W. Young          |
| 245487         | 2005 PL18              | 11 d'agost de 2005   | Reedy Creek          | J. Broughton         |
| 245488         | 2005 QL11              | 25 d'agost de 2005   | Palomar              | NEAT                 |
| 245489         | 2005 QY17              | 25 d'agost de 2005   | Palomar              | NEAT                 |
| 245490         | 2005 QR31              | 23 d'agost de 2005   | Costitx              | OAM                  |
| 245491         | 2005 QZ38              | 25 d'agost de 2005   | Campo Imperatore     | CINEOS               |
| 245492         | 2005 QT40              | 26 d'agost de 2005   | Palomar              | NEAT                 |
| 245493         | 2005 QT51              | 27 d'agost de 2005   | Anderson Mesa        | LONEOS               |
| 245494         | 2005 QX56              | 29 d'agost de 2005   | Gnosca               | S. Sposetti          |
| 245495         | 2005 QY76              | 30 d'agost de 2005   | Vail-Jarnac          | Jarnac               |
| 245496         | 2005 QS85              | 30 d'agost de 2005   | Socorro              | LINEAR               |
| 245497         | 2005 QQ102             | 27 d'agost de 2005   | Palomar              | NEAT                 |
| 245498         | 2005 QK144             | 26 d'agost de 2005   | Palomar              | NEAT                 |
| 245499         | 2005 QF156             | 30 d'agost de 2005   | Palomar              | NEAT                 |
| 245500         | 2005 QQ156             | 30 d'agost de 2005   | Palomar              | NEAT                 |

## 245501-245600
| Nom    | Designació provisional | Data de descobriment   | Lloc de descobriment | Descobridor/s        |
| ------ | ---------------------- | ---------------------- | -------------------- | -------------------- |
| 245501 | 2005 QC157             | 30 d'agost de 2005     | Palomar              | NEAT                 |
| 245502 | 2005 QF166             | 29 d'agost de 2005     | Palomar              | NEAT                 |
| 245503 | 2005 QL167             | 27 d'agost de 2005     | Palomar              | NEAT                 |
| 245504 | 2005 QC169             | 29 d'agost de 2005     | Palomar              | NEAT                 |
| 245505 | 2005 QV181             | 31 d'agost de 2005     | Anderson Mesa        | LONEOS               |
| 245506 | 2005 RV                | 2 de setembre de 2005  | Mallorca             | Mallorca             |
| 245507 | 2005 RD24              | 11 de setembre de 2005 | Anderson Mesa        | LONEOS               |
| 245508 | 2005 RJ24              | 11 de setembre de 2005 | Anderson Mesa        | LONEOS               |
| 245509 | 2005 RM32              | 13 de setembre de 2005 | Socorro              | LINEAR               |
| 245510 | 2005 SK2               | 23 de setembre de 2005 | Kitt Peak            | Spacewatch           |
| 245511 | 2005 SY42              | 24 de setembre de 2005 | Kitt Peak            | Spacewatch           |
| 245512 | 2005 SQ54              | 25 de setembre de 2005 | Kitt Peak            | Spacewatch           |
| 245513 | 2005 SY56              | 26 de setembre de 2005 | Palomar              | NEAT                 |
| 245514 | 2005 SY61              | 26 de setembre de 2005 | Kitt Peak            | Spacewatch           |
| 245515 | 2005 SE72              | 23 de setembre de 2005 | Catalina             | CSS                  |
| 245516 | 2005 SG72              | 23 de setembre de 2005 | Catalina             | CSS                  |
| 245517 | 2005 SE90              | 24 de setembre de 2005 | Kitt Peak            | Spacewatch           |
| 245518 | 2005 SR103             | 25 de setembre de 2005 | Palomar              | NEAT                 |
| 245519 | 2005 SQ104             | 25 de setembre de 2005 | Kitt Peak            | Spacewatch           |
| 245520 | 2005 SM107             | 26 de setembre de 2005 | Catalina             | CSS                  |
| 245521 | 2005 SG113             | 26 de setembre de 2005 | Crni Vrh             | Crni Vrh             |
| 245522 | 2005 SP124             | 29 de setembre de 2005 | Kitt Peak            | Spacewatch           |
| 245523 | 2005 SY144             | 25 de setembre de 2005 | Kitt Peak            | Spacewatch           |
| 245524 | 2005 SM153             | 25 de setembre de 2005 | Kitt Peak            | Spacewatch           |
| 245525 | 2005 SD167             | 28 de setembre de 2005 | Palomar              | NEAT                 |
| 245526 | 2005 SN167             | 28 de setembre de 2005 | Palomar              | NEAT                 |
| 245527 | 2005 SY177             | 29 de setembre de 2005 | Kitt Peak            | Spacewatch           |
| 245528 | 2005 SG178             | 29 de setembre de 2005 | Catalina             | CSS                  |
| 245529 | 2005 SR197             | 30 de setembre de 2005 | Palomar              | NEAT                 |
| 245530 | 2005 SE202             | 30 de setembre de 2005 | Palomar              | NEAT                 |
| 245531 | 2005 SF208             | 30 de setembre de 2005 | Kitt Peak            | Spacewatch           |
| 245532 | 2005 SZ214             | 30 de setembre de 2005 | Catalina             | CSS                  |
| 245533 | 2005 SV219             | 27 de setembre de 2005 | Socorro              | LINEAR               |
| 245534 | 2005 SX272             | 30 de setembre de 2005 | Anderson Mesa        | LONEOS               |
| 245535 | 2005 SV281             | 25 de setembre de 2005 | Kitt Peak            | Spacewatch           |
| 245536 | 2005 SR285             | 25 de setembre de 2005 | Apache Point         | A. C. Becker         |
| 245537 | 2005 TW26              | 1 d'octubre de 2005    | Mount Lemmon         | Mt. Lemmon Survey    |
| 245538 | 2005 TE46              | 2 d'octubre de 2005    | Siding Spring        | Siding Spring Survey |
| 245539 | 2005 TO52              | 12 d'octubre de 2005   | Calvin-Rehoboth      | L. A. Molnar         |
| 245540 | 2005 TX75              | 4 d'octubre de 2005    | Palomar              | NEAT                 |
| 245541 | 2005 TA86              | 3 d'octubre de 2005    | Socorro              | LINEAR               |
| 245542 | 2005 TE88              | 5 d'octubre de 2005    | Socorro              | LINEAR               |
| 245543 | 2005 TA105             | 8 d'octubre de 2005    | Socorro              | LINEAR               |
| 245544 | 2005 TB167             | 9 d'octubre de 2005    | Kitt Peak            | Spacewatch           |
| 245545 | 2005 TC170             | 10 d'octubre de 2005   | Kitt Peak            | Spacewatch           |
| 245546 | 2005 TN172             | 12 d'octubre de 2005   | Anderson Mesa        | LONEOS               |
| 245547 | 2005 TO172             | 12 d'octubre de 2005   | Socorro              | LINEAR               |
| 245548 | 2005 TD192             | 7 d'octubre de 2005    | Mauna Kea            | Mauna Kea            |
| 245549 | 2005 TE192             | 7 d'octubre de 2005    | Mauna Kea            | Mauna Kea            |
| 245550 | 2005 UP5               | 25 d'octubre de 2005   | Socorro              | LINEAR               |
| 245551 | 2005 UU5               | 27 d'octubre de 2005   | Socorro              | LINEAR               |
| 245552 | 2005 UF8               | 27 d'octubre de 2005   | Ottmarsheim          | C. Rinner            |
| 245553 | 2005 UG10              | 21 d'octubre de 2005   | Palomar              | NEAT                 |
| 245554 | 2005 UL16              | 22 d'octubre de 2005   | Kitt Peak            | Spacewatch           |
| 245555 | 2005 UU54              | 23 d'octubre de 2005   | Catalina             | CSS                  |
| 245556 | 2005 UE57              | 24 d'octubre de 2005   | Anderson Mesa        | LONEOS               |
| 245557 | 2005 UE59              | 24 d'octubre de 2005   | Kitt Peak            | Spacewatch           |
| 245558 | 2005 UM74              | 23 d'octubre de 2005   | Palomar              | NEAT                 |
| 245559 | 2005 UJ75              | 24 d'octubre de 2005   | Palomar              | NEAT                 |
| 245560 | 2005 UD80              | 25 d'octubre de 2005   | Catalina             | CSS                  |
| 245561 | 2005 UP81              | 21 d'octubre de 2005   | Palomar              | NEAT                 |
| 245562 | 2005 UQ107             | 22 d'octubre de 2005   | Palomar              | NEAT                 |
| 245563 | 2005 UF109             | 22 d'octubre de 2005   | Palomar              | NEAT                 |
| 245564 | 2005 UE110             | 22 d'octubre de 2005   | Kitt Peak            | Spacewatch           |
| 245565 | 2005 UF116             | 23 d'octubre de 2005   | Catalina             | CSS                  |
| 245566 | 2005 UQ117             | 24 d'octubre de 2005   | Kitt Peak            | Spacewatch           |
| 245567 | 2005 UM127             | 24 d'octubre de 2005   | Kitt Peak            | Spacewatch           |
| 245568 | 2005 UR150             | 26 d'octubre de 2005   | Goodricke-Pigott     | R. A. Tucker         |
| 245569 | 2005 UY153             | 26 d'octubre de 2005   | Kitt Peak            | Spacewatch           |
| 245570 | 2005 UT155             | 26 d'octubre de 2005   | Palomar              | NEAT                 |
| 245571 | 2005 UF160             | 22 d'octubre de 2005   | Catalina             | CSS                  |
| 245572 | 2005 US196             | 24 d'octubre de 2005   | Kitt Peak            | Spacewatch           |
| 245573 | 2005 UH224             | 25 d'octubre de 2005   | Kitt Peak            | Spacewatch           |
| 245574 | 2005 UF252             | 26 d'octubre de 2005   | Anderson Mesa        | LONEOS               |
| 245575 | 2005 UA254             | 28 d'octubre de 2005   | Kitt Peak            | Spacewatch           |
| 245576 | 2005 UL274             | 25 d'octubre de 2005   | Catalina             | CSS                  |
| 245577 | 2005 UQ283             | 26 d'octubre de 2005   | Kitt Peak            | Spacewatch           |
| 245578 | 2005 UQ336             | 30 d'octubre de 2005   | Mount Lemmon         | Mt. Lemmon Survey    |
| 245579 | 2005 UD343             | 31 d'octubre de 2005   | Catalina             | CSS                  |
| 245580 | 2005 UT348             | 23 d'octubre de 2005   | Catalina             | CSS                  |
| 245581 | 2005 UM352             | 29 d'octubre de 2005   | Catalina             | CSS                  |
| 245582 | 2005 UZ352             | 29 d'octubre de 2005   | Catalina             | CSS                  |
| 245583 | 2005 UD354             | 29 d'octubre de 2005   | Kitt Peak            | Spacewatch           |
| 245584 | 2005 UG373             | 27 d'octubre de 2005   | Kitt Peak            | Spacewatch           |
| 245585 | 2005 UZ380             | 30 d'octubre de 2005   | Mount Lemmon         | Mt. Lemmon Survey    |
| 245586 | 2005 UV384             | 27 d'octubre de 2005   | Palomar              | NEAT                 |
| 245587 | 2005 UL391             | 30 d'octubre de 2005   | Mount Lemmon         | Mt. Lemmon Survey    |
| 245588 | 2005 UM399             | 31 d'octubre de 2005   | Kitt Peak            | Spacewatch           |
| 245589 | 2005 UX399             | 25 d'octubre de 2005   | Mount Lemmon         | Mt. Lemmon Survey    |
| 245590 | 2005 UD485             | 22 d'octubre de 2005   | Catalina             | CSS                  |
| 245591 | 2005 UU492             | 25 d'octubre de 2005   | Catalina             | CSS                  |
| 245592 | 2005 US500             | 27 d'octubre de 2005   | Catalina             | CSS                  |
| 245593 | 2005 VL15              | 1 de novembre de 2005  | Socorro              | LINEAR               |
| 245594 | 2005 VD17              | 3 de novembre de 2005  | Mount Lemmon         | Mt. Lemmon Survey    |
| 245595 | 2005 VW27              | 3 de novembre de 2005  | Mount Lemmon         | Mt. Lemmon Survey    |
| 245596 | 2005 VN72              | 1 de novembre de 2005  | Mount Lemmon         | Mt. Lemmon Survey    |
| 245597 | 2005 VM78              | 6 de novembre de 2005  | Socorro              | LINEAR               |
| 245598 | 2005 VW82              | 3 de novembre de 2005  | Mount Lemmon         | Mt. Lemmon Survey    |
| 245599 | 2005 VG110             | 6 de novembre de 2005  | Mount Lemmon         | Mt. Lemmon Survey    |
| 245600 | 2005 VD124             | 5 de novembre de 2005  | Catalina             | CSS                  |

## 245601-245700
| Nom    | Designació provisional | Data de descobriment   | Lloc de descobriment | Descobridor/s     |
| ------ | ---------------------- | ---------------------- | -------------------- | ----------------- |
| 245601 | 2005 VF124             | 6 de novembre de 2005  | Kitt Peak            | Spacewatch        |
| 245602 | 2005 WR1               | 21 de novembre de 2005 | Socorro              | LINEAR            |
| 245603 | 2005 WP2               | 22 de novembre de 2005 | Socorro              | LINEAR            |
| 245604 | 2005 WU7               | 21 de novembre de 2005 | Catalina             | CSS               |
| 245605 | 2005 WG28              | 21 de novembre de 2005 | Kitt Peak            | Spacewatch        |
| 245606 | 2005 WK32              | 21 de novembre de 2005 | Kitt Peak            | Spacewatch        |
| 245607 | 2005 WE36              | 22 de novembre de 2005 | Kitt Peak            | Spacewatch        |
| 245608 | 2005 WP36              | 22 de novembre de 2005 | Kitt Peak            | Spacewatch        |
| 245609 | 2005 WF39              | 25 de novembre de 2005 | Mount Lemmon         | Mt. Lemmon Survey |
| 245610 | 2005 WN43              | 21 de novembre de 2005 | Kitt Peak            | Spacewatch        |
| 245611 | 2005 WP43              | 21 de novembre de 2005 | Kitt Peak            | Spacewatch        |
| 245612 | 2005 WK71              | 21 de novembre de 2005 | Catalina             | CSS               |
| 245613 | 2005 WS71              | 21 de novembre de 2005 | Palomar              | NEAT              |
| 245614 | 2005 WR81              | 28 de novembre de 2005 | Socorro              | LINEAR            |
| 245615 | 2005 WW98              | 28 de novembre de 2005 | Mount Lemmon         | Mt. Lemmon Survey |
| 245616 | 2005 WU115             | 30 de novembre de 2005 | Anderson Mesa        | LONEOS            |
| 245617 | 2005 WZ120             | 30 de novembre de 2005 | Kitt Peak            | Spacewatch        |
| 245618 | 2005 WP134             | 25 de novembre de 2005 | Mount Lemmon         | Mt. Lemmon Survey |
| 245619 | 2005 WA144             | 30 de novembre de 2005 | Kitt Peak            | Spacewatch        |
| 245620 | 2005 WL149             | 28 de novembre de 2005 | Kitt Peak            | Spacewatch        |
| 245621 | 2005 WZ160             | 28 de novembre de 2005 | Socorro              | LINEAR            |
| 245622 | 2005 WK163             | 29 de novembre de 2005 | Kitt Peak            | Spacewatch        |
| 245623 | 2005 WD180             | 21 de novembre de 2005 | Catalina             | CSS               |
| 245624 | 2005 WH182             | 25 de novembre de 2005 | Catalina             | CSS               |
| 245625 | 2005 WM193             | 28 de novembre de 2005 | Catalina             | CSS               |
| 245626 | 2005 WE208             | 25 de novembre de 2005 | Kitt Peak            | Spacewatch        |
| 245627 | 2005 XV4               | 4 de desembre de 2005  | Socorro              | LINEAR            |
| 245628 | 2005 XV16              | 1 de desembre de 2005  | Mount Lemmon         | Mt. Lemmon Survey |
| 245629 | 2005 XK27              | 6 de desembre de 2005  | Junk Bond            | D. Healy          |
| 245630 | 2005 XM47              | 2 de desembre de 2005  | Kitt Peak            | Spacewatch        |
| 245631 | 2005 XR51              | 2 de desembre de 2005  | Kitt Peak            | Spacewatch        |
| 245632 | 2005 XC54              | 4 de desembre de 2005  | Kitt Peak            | Spacewatch        |
| 245633 | 2005 XK55              | 5 de desembre de 2005  | Catalina             | CSS               |
| 245634 | 2005 XD87              | 10 de desembre de 2005 | Kitt Peak            | Spacewatch        |
| 245635 | 2005 YQ                | 21 de desembre de 2005 | Catalina             | CSS               |
| 245636 | 2005 YG6               | 21 de desembre de 2005 | Kitt Peak            | Spacewatch        |
| 245637 | 2005 YZ8               | 20 de desembre de 2005 | Junk Bond            | D. Healy          |
| 245638 | 2005 YK14              | 22 de desembre de 2005 | Kitt Peak            | Spacewatch        |
| 245639 | 2005 YS20              | 24 de desembre de 2005 | Kitt Peak            | Spacewatch        |
| 245640 | 2005 YA30              | 25 de desembre de 2005 | Kitt Peak            | Spacewatch        |
| 245641 | 2005 YC49              | 22 de desembre de 2005 | Kitt Peak            | Spacewatch        |
| 245642 | 2005 YZ82              | 24 de desembre de 2005 | Kitt Peak            | Spacewatch        |
| 245643 | 2005 YA84              | 24 de desembre de 2005 | Kitt Peak            | Spacewatch        |
| 245644 | 2005 YP95              | 25 de desembre de 2005 | Kitt Peak            | Spacewatch        |
| 245645 | 2005 YY100             | 24 de desembre de 2005 | Kitt Peak            | Spacewatch        |
| 245646 | 2005 YH110             | 25 de desembre de 2005 | Kitt Peak            | Spacewatch        |
| 245647 | 2005 YJ127             | 28 de desembre de 2005 | Kitt Peak            | Spacewatch        |
| 245648 | 2005 YT129             | 24 de desembre de 2005 | Kitt Peak            | Spacewatch        |
| 245649 | 2005 YS131             | 25 de desembre de 2005 | Mount Lemmon         | Mt. Lemmon Survey |
| 245650 | 2005 YL139             | 28 de desembre de 2005 | Kitt Peak            | Spacewatch        |
| 245651 | 2005 YH143             | 28 de desembre de 2005 | Mount Lemmon         | Mt. Lemmon Survey |
| 245652 | 2005 YD146             | 29 de desembre de 2005 | Mount Lemmon         | Mt. Lemmon Survey |
| 245653 | 2005 YH150             | 25 de desembre de 2005 | Kitt Peak            | Spacewatch        |
| 245654 | 2005 YB156             | 25 de desembre de 2005 | Mount Lemmon         | Mt. Lemmon Survey |
| 245655 | 2005 YM204             | 25 de desembre de 2005 | Mount Lemmon         | Mt. Lemmon Survey |
| 245656 | 2005 YM209             | 23 de desembre de 2005 | Socorro              | LINEAR            |
| 245657 | 2005 YZ212             | 29 de desembre de 2005 | Catalina             | CSS               |
| 245658 | 2005 YC215             | 31 de desembre de 2005 | Socorro              | LINEAR            |
| 245659 | 2005 YH257             | 30 de desembre de 2005 | Kitt Peak            | Spacewatch        |
| 245660 | 2005 YB279             | 25 de desembre de 2005 | Mount Lemmon         | Mt. Lemmon Survey |
| 245661 | 2005 YX280             | 25 de desembre de 2005 | Mount Lemmon         | Mt. Lemmon Survey |
| 245662 | 2006 AV1               | 2 de gener de 2006     | Mount Lemmon         | Mt. Lemmon Survey |
| 245663 | 2006 AC17              | 5 de gener de 2006     | Kitt Peak            | Spacewatch        |
| 245664 | 2006 AU31              | 5 de gener de 2006     | Catalina             | CSS               |
| 245665 | 2006 AE64              | 7 de gener de 2006     | Mount Lemmon         | Mt. Lemmon Survey |
| 245666 | 2006 AO64              | 7 de gener de 2006     | Mount Lemmon         | Mt. Lemmon Survey |
| 245667 | 2006 AR82              | 7 de gener de 2006     | Catalina             | CSS               |
| 245668 | 2006 AQ84              | 6 de gener de 2006     | Socorro              | LINEAR            |
| 245669 | 2006 BE2               | 20 de gener de 2006    | Kitt Peak            | Spacewatch        |
| 245670 | 2006 BD10              | 19 de gener de 2006    | Catalina             | CSS               |
| 245671 | 2006 BF11              | 20 de gener de 2006    | Kitt Peak            | Spacewatch        |
| 245672 | 2006 BP24              | 23 de gener de 2006    | Mount Lemmon         | Mt. Lemmon Survey |
| 245673 | 2006 BP25              | 23 de gener de 2006    | Mount Lemmon         | Mt. Lemmon Survey |
| 245674 | 2006 BN27              | 22 de gener de 2006    | Mount Lemmon         | Mt. Lemmon Survey |
| 245675 | 2006 BX31              | 20 de gener de 2006    | Kitt Peak            | Spacewatch        |
| 245676 | 2006 BZ31              | 20 de gener de 2006    | Kitt Peak            | Spacewatch        |
| 245677 | 2006 BA41              | 21 de gener de 2006    | Mount Lemmon         | Mt. Lemmon Survey |
| 245678 | 2006 BV51              | 25 de gener de 2006    | Kitt Peak            | Spacewatch        |
| 245679 | 2006 BJ82              | 23 de gener de 2006    | Kitt Peak            | Spacewatch        |
| 245680 | 2006 BL84              | 25 de gener de 2006    | Kitt Peak            | Spacewatch        |
| 245681 | 2006 BN90              | 25 de gener de 2006    | Kitt Peak            | Spacewatch        |
| 245682 | 2006 BS91              | 26 de gener de 2006    | Kitt Peak            | Spacewatch        |
| 245683 | 2006 BU95              | 26 de gener de 2006    | Kitt Peak            | Spacewatch        |
| 245684 | 2006 BK96              | 26 de gener de 2006    | Kitt Peak            | Spacewatch        |
| 245685 | 2006 BC116             | 26 de gener de 2006    | Kitt Peak            | Spacewatch        |
| 245686 | 2006 BR116             | 26 de gener de 2006    | Kitt Peak            | Spacewatch        |
| 245687 | 2006 BQ129             | 26 de gener de 2006    | Mount Lemmon         | Mt. Lemmon Survey |
| 245688 | 2006 BP131             | 26 de gener de 2006    | Mount Lemmon         | Mt. Lemmon Survey |
| 245689 | 2006 BD133             | 26 de gener de 2006    | Kitt Peak            | Spacewatch        |
| 245690 | 2006 BT133             | 26 de gener de 2006    | Mount Lemmon         | Mt. Lemmon Survey |
| 245691 | 2006 BV148             | 22 de gener de 2006    | Mount Lemmon         | Mt. Lemmon Survey |
| 245692 | 2006 BB158             | 25 de gener de 2006    | Kitt Peak            | Spacewatch        |
| 245693 | 2006 BC165             | 26 de gener de 2006    | Kitt Peak            | Spacewatch        |
| 245694 | 2006 BQ167             | 26 de gener de 2006    | Mount Lemmon         | Mt. Lemmon Survey |
| 245695 | 2006 BA170             | 26 de gener de 2006    | Mount Lemmon         | Mt. Lemmon Survey |
| 245696 | 2006 BT185             | 28 de gener de 2006    | Mount Lemmon         | Mt. Lemmon Survey |
| 245697 | 2006 BL187             | 28 de gener de 2006    | Kitt Peak            | Spacewatch        |
| 245698 | 2006 BM208             | 31 de gener de 2006    | Catalina             | CSS               |
| 245699 | 2006 BO219             | 28 de gener de 2006    | Anderson Mesa        | LONEOS            |
| 245700 | 2006 BU224             | 30 de gener de 2006    | Kitt Peak            | Spacewatch        |

## 245701-245800
| Nom    | Designació provisional | Data de descobriment | Lloc de descobriment | Descobridor/s        |
| ------ | ---------------------- | -------------------- | -------------------- | -------------------- |
| 245701 | 2006 BP244             | 31 de gener de 2006  | Kitt Peak            | Spacewatch           |
| 245702 | 2006 BC247             | 31 de gener de 2006  | Kitt Peak            | Spacewatch           |
| 245703 | 2006 BX248             | 31 de gener de 2006  | Kitt Peak            | Spacewatch           |
| 245704 | 2006 BV264             | 31 de gener de 2006  | Kitt Peak            | Spacewatch           |
| 245705 | 2006 BJ271             | 31 de gener de 2006  | Kitt Peak            | Spacewatch           |
| 245706 | 2006 BE274             | 23 de gener de 2006  | Kitt Peak            | Spacewatch           |
| 245707 | 2006 BG275             | 28 de gener de 2006  | Mount Lemmon         | Mt. Lemmon Survey    |
| 245708 | 2006 CD13              | 1 de febrer de 2006  | Kitt Peak            | Spacewatch           |
| 245709 | 2006 CX17              | 1 de febrer de 2006  | Kitt Peak            | Spacewatch           |
| 245710 | 2006 CX22              | 1 de febrer de 2006  | Kitt Peak            | Spacewatch           |
| 245711 | 2006 CF26              | 2 de febrer de 2006  | Kitt Peak            | Spacewatch           |
| 245712 | 2006 CQ33              | 2 de febrer de 2006  | Mount Lemmon         | Mt. Lemmon Survey    |
| 245713 | 2006 CY33              | 2 de febrer de 2006  | Mount Lemmon         | Mt. Lemmon Survey    |
| 245714 | 2006 CM44              | 3 de febrer de 2006  | Kitt Peak            | Spacewatch           |
| 245715 | 2006 CL49              | 3 de febrer de 2006  | Socorro              | LINEAR               |
| 245716 | 2006 CQ59              | 6 de febrer de 2006  | Mount Lemmon         | Mt. Lemmon Survey    |
| 245717 | 2006 CW59              | 6 de febrer de 2006  | Mount Lemmon         | Mt. Lemmon Survey    |
| 245718 | 2006 CY59              | 6 de febrer de 2006  | Kitt Peak            | Spacewatch           |
| 245719 | 2006 CK66              | 1 de febrer de 2006  | Kitt Peak            | Spacewatch           |
| 245720 | 2006 DO6               | 20 de febrer de 2006 | Kitt Peak            | Spacewatch           |
| 245721 | 2006 DT7               | 20 de febrer de 2006 | Kitt Peak            | Spacewatch           |
| 245722 | 2006 DT12              | 21 de febrer de 2006 | Mount Lemmon         | Mt. Lemmon Survey    |
| 245723 | 2006 DR13              | 22 de febrer de 2006 | Catalina             | CSS                  |
| 245724 | 2006 DA16              | 20 de febrer de 2006 | Kitt Peak            | Spacewatch           |
| 245725 | 2006 DB28              | 20 de febrer de 2006 | Kitt Peak            | Spacewatch           |
| 245726 | 2006 DS29              | 20 de febrer de 2006 | Kitt Peak            | Spacewatch           |
| 245727 | 2006 DV34              | 20 de febrer de 2006 | Mount Lemmon         | Mt. Lemmon Survey    |
| 245728 | 2006 DO48              | 21 de febrer de 2006 | Mount Lemmon         | Mt. Lemmon Survey    |
| 245729 | 2006 DX48              | 21 de febrer de 2006 | Mount Lemmon         | Mt. Lemmon Survey    |
| 245730 | 2006 DU50              | 23 de febrer de 2006 | Kitt Peak            | Spacewatch           |
| 245731 | 2006 DR54              | 24 de febrer de 2006 | Kitt Peak            | Spacewatch           |
| 245732 | 2006 DB64              | 20 de febrer de 2006 | Catalina             | CSS                  |
| 245733 | 2006 DR69              | 20 de febrer de 2006 | Mount Lemmon         | Mt. Lemmon Survey    |
| 245734 | 2006 DF71              | 21 de febrer de 2006 | Mount Lemmon         | Mt. Lemmon Survey    |
| 245735 | 2006 DM83              | 24 de febrer de 2006 | Kitt Peak            | Spacewatch           |
| 245736 | 2006 DU107             | 25 de febrer de 2006 | Kitt Peak            | Spacewatch           |
| 245737 | 2006 DT108             | 25 de febrer de 2006 | Kitt Peak            | Spacewatch           |
| 245738 | 2006 DK110             | 25 de febrer de 2006 | Kitt Peak            | Spacewatch           |
| 245739 | 2006 DR115             | 27 de febrer de 2006 | Kitt Peak            | Spacewatch           |
| 245740 | 2006 DK122             | 23 de febrer de 2006 | Anderson Mesa        | LONEOS               |
| 245741 | 2006 DM138             | 25 de febrer de 2006 | Kitt Peak            | Spacewatch           |
| 245742 | 2006 DS139             | 25 de febrer de 2006 | Kitt Peak            | Spacewatch           |
| 245743 | 2006 DL140             | 25 de febrer de 2006 | Kitt Peak            | Spacewatch           |
| 245744 | 2006 DC141             | 25 de febrer de 2006 | Kitt Peak            | Spacewatch           |
| 245745 | 2006 DA142             | 25 de febrer de 2006 | Kitt Peak            | Spacewatch           |
| 245746 | 2006 DL143             | 25 de febrer de 2006 | Mount Lemmon         | Mt. Lemmon Survey    |
| 245747 | 2006 DK145             | 25 de febrer de 2006 | Mount Lemmon         | Mt. Lemmon Survey    |
| 245748 | 2006 DM153             | 25 de febrer de 2006 | Kitt Peak            | Spacewatch           |
| 245749 | 2006 DD160             | 27 de febrer de 2006 | Kitt Peak            | Spacewatch           |
| 245750 | 2006 DQ162             | 27 de febrer de 2006 | Mount Lemmon         | Mt. Lemmon Survey    |
| 245751 | 2006 DT181             | 27 de febrer de 2006 | Kitt Peak            | Spacewatch           |
| 245752 | 2006 DY184             | 27 de febrer de 2006 | Mount Lemmon         | Mt. Lemmon Survey    |
| 245753 | 2006 DZ184             | 27 de febrer de 2006 | Mount Lemmon         | Mt. Lemmon Survey    |
| 245754 | 2006 DC187             | 27 de febrer de 2006 | Kitt Peak            | Spacewatch           |
| 245755 | 2006 DK193             | 27 de febrer de 2006 | Kitt Peak            | Spacewatch           |
| 245756 | 2006 DM207             | 25 de febrer de 2006 | Kitt Peak            | Spacewatch           |
| 245757 | 2006 EF5               | 2 de març de 2006    | Kitt Peak            | Spacewatch           |
| 245758 | 2006 EJ7               | 2 de març de 2006    | Kitt Peak            | Spacewatch           |
| 245759 | 2006 EK11              | 2 de març de 2006    | Kitt Peak            | Spacewatch           |
| 245760 | 2006 ER14              | 2 de març de 2006    | Kitt Peak            | Spacewatch           |
| 245761 | 2006 EO16              | 2 de març de 2006    | Kitt Peak            | Spacewatch           |
| 245762 | 2006 EO65              | 5 de març de 2006    | Kitt Peak            | Spacewatch           |
| 245763 | 2006 EL66              | 5 de març de 2006    | Kitt Peak            | Spacewatch           |
| 245764 | 2006 FU6               | 23 de març de 2006   | Mount Lemmon         | Mt. Lemmon Survey    |
| 245765 | 2006 FZ7               | 23 de març de 2006   | Kitt Peak            | Spacewatch           |
| 245766 | 2006 FW13              | 23 de març de 2006   | Kitt Peak            | Spacewatch           |
| 245767 | 2006 FF21              | 24 de març de 2006   | Kitt Peak            | Spacewatch           |
| 245768 | 2006 FW22              | 24 de març de 2006   | Kitt Peak            | Spacewatch           |
| 245769 | 2006 FR26              | 24 de març de 2006   | Mount Lemmon         | Mt. Lemmon Survey    |
| 245770 | 2006 FK38              | 23 de març de 2006   | Kitt Peak            | Spacewatch           |
| 245771 | 2006 FO38              | 23 de març de 2006   | Kitt Peak            | Spacewatch           |
| 245772 | 2006 FM50              | 25 de març de 2006   | Catalina             | CSS                  |
| 245773 | 2006 GY8               | 2 d'abril de 2006    | Kitt Peak            | Spacewatch           |
| 245774 | 2006 GT13              | 2 d'abril de 2006    | Kitt Peak            | Spacewatch           |
| 245775 | 2006 GS21              | 2 d'abril de 2006    | Mount Lemmon         | Mt. Lemmon Survey    |
| 245776 | 2006 GX23              | 2 d'abril de 2006    | Kitt Peak            | Spacewatch           |
| 245777 | 2006 GD27              | 2 d'abril de 2006    | Kitt Peak            | Spacewatch           |
| 245778 | 2006 GY30              | 2 d'abril de 2006    | Kitt Peak            | Spacewatch           |
| 245779 | 2006 GF35              | 7 d'abril de 2006    | Socorro              | LINEAR               |
| 245780 | 2006 GU41              | 7 d'abril de 2006    | Anderson Mesa        | LONEOS               |
| 245781 | 2006 GX42              | 9 d'abril de 2006    | Siding Spring        | Siding Spring Survey |
| 245782 | 2006 GJ45              | 7 d'abril de 2006    | Mount Lemmon         | Mt. Lemmon Survey    |
| 245783 | 2006 HP1               | 18 d'abril de 2006   | Kitt Peak            | Spacewatch           |
| 245784 | 2006 HL3               | 18 d'abril de 2006   | Kitt Peak            | Spacewatch           |
| 245785 | 2006 HS6               | 18 d'abril de 2006   | Anderson Mesa        | LONEOS               |
| 245786 | 2006 HQ13              | 19 d'abril de 2006   | Palomar              | NEAT                 |
| 245787 | 2006 HT15              | 20 d'abril de 2006   | Kitt Peak            | Spacewatch           |
| 245788 | 2006 HD18              | 19 d'abril de 2006   | Anderson Mesa        | LONEOS               |
| 245789 | 2006 HK21              | 20 d'abril de 2006   | Kitt Peak            | Spacewatch           |
| 245790 | 2006 HX31              | 19 d'abril de 2006   | Kitt Peak            | Spacewatch           |
| 245791 | 2006 HY35              | 20 d'abril de 2006   | Kitt Peak            | Spacewatch           |
| 245792 | 2006 HS37              | 21 d'abril de 2006   | Kitt Peak            | Spacewatch           |
| 245793 | 2006 HQ38              | 21 d'abril de 2006   | Kitt Peak            | Spacewatch           |
| 245794 | 2006 HJ39              | 21 d'abril de 2006   | Kitt Peak            | Spacewatch           |
| 245795 | 2006 HA50              | 26 d'abril de 2006   | Kitt Peak            | Spacewatch           |
| 245796 | 2006 HM53              | 19 d'abril de 2006   | Catalina             | CSS                  |
| 245797 | 2006 HX59              | 24 d'abril de 2006   | Anderson Mesa        | LONEOS               |
| 245798 | 2006 HJ66              | 24 d'abril de 2006   | Kitt Peak            | Spacewatch           |
| 245799 | 2006 HB67              | 24 d'abril de 2006   | Kitt Peak            | Spacewatch           |
| 245800 | 2006 HF80              | 26 d'abril de 2006   | Kitt Peak            | Spacewatch           |

## 245801-245900
| Nom                | Designació provisional | Data de descobriment | Lloc de descobriment | Descobridor/s        |
| ------------------ | ---------------------- | -------------------- | -------------------- | -------------------- |
| 245801             | 2006 HL82              | 26 d'abril de 2006   | Kitt Peak            | Spacewatch           |
| 245802             | 2006 HY85              | 27 d'abril de 2006   | Kitt Peak            | Spacewatch           |
| 245803             | 2006 HT87              | 30 d'abril de 2006   | Kitt Peak            | Spacewatch           |
| 245804             | 2006 HH90              | 29 d'abril de 2006   | Siding Spring        | Siding Spring Survey |
| 245805             | 2006 HC101             | 30 d'abril de 2006   | Kitt Peak            | Spacewatch           |
| 245806             | 2006 HR102             | 30 d'abril de 2006   | Kitt Peak            | Spacewatch           |
| 245807             | 2006 HZ102             | 30 d'abril de 2006   | Kitt Peak            | Spacewatch           |
| 245808             | 2006 HY111             | 29 d'abril de 2006   | Siding Spring        | Siding Spring Survey |
| 245809             | 2006 HL121             | 30 d'abril de 2006   | Kitt Peak            | Spacewatch           |
| 245810             | 2006 HA125             | 26 d'abril de 2006   | Kitt Peak            | Spacewatch           |
| 245811             | 2006 HF137             | 26 d'abril de 2006   | Cerro Tololo         | M. W. Buie           |
| 245812             | 2006 JM                | 1 de maig de 2006    | Reedy Creek          | J. Broughton         |
| 245813             | 2006 JE2               | 1 de maig de 2006    | Socorro              | LINEAR               |
| 245814             | 2006 JC10              | 1 de maig de 2006    | Kitt Peak            | Spacewatch           |
| 245815             | 2006 JV17              | 2 de maig de 2006    | Mount Lemmon         | Mt. Lemmon Survey    |
| 245816             | 2006 JZ20              | 2 de maig de 2006    | Kitt Peak            | Spacewatch           |
| 245817             | 2006 JH24              | 4 de maig de 2006    | Mount Lemmon         | Mt. Lemmon Survey    |
| 245818             | 2006 JA25              | 5 de maig de 2006    | Kitt Peak            | Spacewatch           |
| 245819             | 2006 JL30              | 3 de maig de 2006    | Kitt Peak            | Spacewatch           |
| 245820             | 2006 JC33              | 3 de maig de 2006    | Kitt Peak            | Spacewatch           |
| 245821             | 2006 JE33              | 3 de maig de 2006    | Kitt Peak            | Spacewatch           |
| 245822             | 2006 JH33              | 3 de maig de 2006    | Kitt Peak            | Spacewatch           |
| 245823             | 2006 JG36              | 4 de maig de 2006    | Kitt Peak            | Spacewatch           |
| 245824             | 2006 JX41              | 7 de maig de 2006    | Kitt Peak            | Spacewatch           |
| 245825             | 2006 JM45              | 8 de maig de 2006    | Mount Lemmon         | Mt. Lemmon Survey    |
| 245826             | 2006 JS45              | 8 de maig de 2006    | Mount Lemmon         | Mt. Lemmon Survey    |
| 245827             | 2006 JB46              | 9 de maig de 2006    | Mount Lemmon         | Mt. Lemmon Survey    |
| 245828             | 2006 JX46              | 2 de maig de 2006    | Catalina             | CSS                  |
| 245829             | 2006 JK47              | 1 de maig de 2006    | Socorro              | LINEAR               |
| 245830             | 2006 JE51              | 2 de maig de 2006    | Mount Lemmon         | Mt. Lemmon Survey    |
| 245831             | 2006 JG58              | 14 de maig de 2006   | Palomar              | NEAT                 |
| 245832             | 2006 KQ2               | 18 de maig de 2006   | Catalina             | CSS                  |
| 245833             | 2006 KA3               | 18 de maig de 2006   | Palomar              | NEAT                 |
| 245834             | 2006 KD13              | 20 de maig de 2006   | Kitt Peak            | Spacewatch           |
| 245835             | 2006 KP15              | 20 de maig de 2006   | Kitt Peak            | Spacewatch           |
| 245836             | 2006 KL22              | 20 de maig de 2006   | Catalina             | CSS                  |
| 245837             | 2006 KT23              | 18 de maig de 2006   | Palomar              | NEAT                 |
| 245838             | 2006 KB25              | 19 de maig de 2006   | Mount Lemmon         | Mt. Lemmon Survey    |
| 245839             | 2006 KS29              | 20 de maig de 2006   | Kitt Peak            | Spacewatch           |
| 245840             | 2006 KX31              | 20 de maig de 2006   | Kitt Peak            | Spacewatch           |
| 245841             | 2006 KX45              | 21 de maig de 2006   | Mount Lemmon         | Mt. Lemmon Survey    |
| 245842             | 2006 KB46              | 21 de maig de 2006   | Mount Lemmon         | Mt. Lemmon Survey    |
| 245843             | 2006 KR60              | 22 de maig de 2006   | Kitt Peak            | Spacewatch           |
| 245844             | 2006 KX63              | 23 de maig de 2006   | Mount Lemmon         | Mt. Lemmon Survey    |
| 245845             | 2006 KF64              | 23 de maig de 2006   | Kitt Peak            | Spacewatch           |
| 245846             | 2006 KS76              | 24 de maig de 2006   | Palomar              | NEAT                 |
| 245847             | 2006 KE83              | 20 de maig de 2006   | Kitt Peak            | Spacewatch           |
| 245848             | 2006 KR101             | 26 de maig de 2006   | Kitt Peak            | Spacewatch           |
| 245849             | 2006 KJ108             | 31 de maig de 2006   | Mount Lemmon         | Mt. Lemmon Survey    |
| 245850             | 2006 KG112             | 31 de maig de 2006   | Mount Lemmon         | Mt. Lemmon Survey    |
| 245851             | 2006 KH118             | 25 de maig de 2006   | Palomar              | NEAT                 |
| 245852             | 2006 KV123             | 28 de maig de 2006   | Socorro              | LINEAR               |
| 245853             | 2006 LB2               | 9 de juny de 2006    | Palomar              | NEAT                 |
| 245854             | 2006 MM8               | 19 de juny de 2006   | Mount Lemmon         | Mt. Lemmon Survey    |
| 245855             | 2006 MG11              | 20 de juny de 2006   | Palomar              | NEAT                 |
| 245856             | 2006 MX12              | 20 de juny de 2006   | Catalina             | CSS                  |
| 245857             | 2006 MA13              | 23 de juny de 2006   | Lulin                | Q.-z. Ye             |
| 245858             | 2006 OG9               | 21 de juliol de 2006 | Catalina             | CSS                  |
| 245859             | 2006 OD10              | 21 de juliol de 2006 | Socorro              | LINEAR               |
| 245860             | 2006 OB14              | 21 de juliol de 2006 | Catalina             | CSS                  |
| 245861             | 2006 OD15              | 29 de juliol de 2006 | Reedy Creek          | J. Broughton         |
| 245862             | 2006 OM17              | 26 de juliol de 2006 | Siding Spring        | Siding Spring Survey |
| 245863             | 2006 PJ8               | 13 d'agost de 2006   | Palomar              | NEAT                 |
| 245864             | 2006 PQ15              | 15 d'agost de 2006   | Palomar              | NEAT                 |
| 245865             | 2006 PR15              | 15 d'agost de 2006   | Palomar              | NEAT                 |
| 245866             | 2006 PT17              | 15 d'agost de 2006   | Palomar              | NEAT                 |
| 245867             | 2006 PF20              | 14 d'agost de 2006   | Siding Spring        | Siding Spring Survey |
| 245868             | 2006 PJ21              | 15 d'agost de 2006   | Palomar              | NEAT                 |
| 245869             | 2006 PD22              | 15 d'agost de 2006   | Palomar              | NEAT                 |
| 245870             | 2006 PQ28              | 14 d'agost de 2006   | Siding Spring        | Siding Spring Survey |
| 245871             | 2006 PW31              | 14 d'agost de 2006   | Siding Spring        | Siding Spring Survey |
| 245872             | 2006 PD32              | 15 d'agost de 2006   | Palomar              | NEAT                 |
| 245873             | 2006 PW32              | 15 d'agost de 2006   | Siding Spring        | Siding Spring Survey |
| 245874             | 2006 PP34              | 10 d'agost de 2006   | Palomar              | NEAT                 |
| 245875             | 2006 PY34              | 12 d'agost de 2006   | Palomar              | NEAT                 |
| 245876             | 2006 PG43              | 14 d'agost de 2006   | Siding Spring        | Siding Spring Survey |
| 245877             | 2006 QU                | 17 d'agost de 2006   | Piszkesteto          | K. Sarneczky         |
| 245878             | 2006 QU8               | 19 d'agost de 2006   | Kitt Peak            | Spacewatch           |
| 245879             | 2006 QL17              | 17 d'agost de 2006   | Palomar              | NEAT                 |
| 245880             | 2006 QM19              | 17 d'agost de 2006   | Palomar              | NEAT                 |
| 245881             | 2006 QU32              | 22 d'agost de 2006   | Palomar              | NEAT                 |
| 245882             | 2006 QJ36              | 23 d'agost de 2006   | Pla D'Arguines       | R. Ferrando          |
| 245883             | 2006 QK38              | 18 d'agost de 2006   | Socorro              | LINEAR               |
| 245884             | 2006 QC45              | 19 d'agost de 2006   | Palomar              | NEAT                 |
| 245885             | 2006 QO50              | 22 d'agost de 2006   | Palomar              | NEAT                 |
| 245886             | 2006 QF52              | 23 d'agost de 2006   | Palomar              | NEAT                 |
| 245887             | 2006 QY53              | 16 d'agost de 2006   | Siding Spring        | Siding Spring Survey |
| 245888             | 2006 QO56              | 20 d'agost de 2006   | Kitt Peak            | Spacewatch           |
| 245889             | 2006 QH57              | 25 d'agost de 2006   | Pla D'Arguines       | R. Ferrando          |
| 245890 Krynychenka | 2006 QE58              | 25 d'agost de 2006   | Andrushivka          | Andrushivka          |
| 245891             | 2006 QA60              | 19 d'agost de 2006   | Palomar              | NEAT                 |
| 245892             | 2006 QO63              | 24 d'agost de 2006   | Socorro              | LINEAR               |
| 245893             | 2006 QA76              | 21 d'agost de 2006   | Kitt Peak            | Spacewatch           |
| 245894             | 2006 QH77              | 22 d'agost de 2006   | Palomar              | NEAT                 |
| 245895             | 2006 QJ77              | 22 d'agost de 2006   | Palomar              | NEAT                 |
| 245896             | 2006 QV78              | 23 d'agost de 2006   | Socorro              | LINEAR               |
| 245897             | 2006 QM80              | 24 d'agost de 2006   | Palomar              | NEAT                 |
| 245898             | 2006 QB83              | 27 d'agost de 2006   | Kitt Peak            | Spacewatch           |
| 245899             | 2006 QN84              | 27 d'agost de 2006   | Kitt Peak            | Spacewatch           |
| 245900             | 2006 QX91              | 16 d'agost de 2006   | Palomar              | NEAT                 |

## 245901-246000
| Nom                | Designació provisional | Data de descobriment   | Lloc de descobriment | Descobridor/s     |
| ------------------ | ---------------------- | ---------------------- | -------------------- | ----------------- |
| 245901             | 2006 QH98              | 22 d'agost de 2006     | Palomar              | NEAT              |
| 245902             | 2006 QS98              | 22 d'agost de 2006     | Palomar              | NEAT              |
| 245903             | 2006 QH106             | 28 d'agost de 2006     | Catalina             | CSS               |
| 245904             | 2006 QO110             | 28 d'agost de 2006     | Anderson Mesa        | LONEOS            |
| 245905             | 2006 QQ110             | 28 d'agost de 2006     | Anderson Mesa        | LONEOS            |
| 245906             | 2006 QT113             | 24 d'agost de 2006     | Palomar              | NEAT              |
| 245907             | 2006 QY114             | 27 d'agost de 2006     | Anderson Mesa        | LONEOS            |
| 245908             | 2006 QD115             | 27 d'agost de 2006     | Anderson Mesa        | LONEOS            |
| 245909             | 2006 QL131             | 22 d'agost de 2006     | Palomar              | NEAT              |
| 245910             | 2006 QV135             | 28 d'agost de 2006     | Catalina             | CSS               |
| 245911             | 2006 QJ138             | 16 d'agost de 2006     | Palomar              | NEAT              |
| 245912             | 2006 QL141             | 18 d'agost de 2006     | Palomar              | NEAT              |
| 245913             | 2006 QR146             | 18 d'agost de 2006     | Kitt Peak            | Spacewatch        |
| 245914             | 2006 QY161             | 20 d'agost de 2006     | Kitt Peak            | Spacewatch        |
| 245915             | 2006 QB162             | 20 d'agost de 2006     | Kitt Peak            | Spacewatch        |
| 245916             | 2006 QQ165             | 29 d'agost de 2006     | Catalina             | CSS               |
| 245917             | 2006 QS171             | 22 d'agost de 2006     | Cerro Tololo         | M. W. Buie        |
| 245918             | 2006 QF185             | 28 d'agost de 2006     | Kitt Peak            | Spacewatch        |
| 245919             | 2006 RX2               | 12 de setembre de 2006 | Catalina             | CSS               |
| 245920             | 2006 RG4               | 12 de setembre de 2006 | Catalina             | CSS               |
| 245921             | 2006 RT8               | 12 de setembre de 2006 | Catalina             | CSS               |
| 245922             | 2006 RY11              | 13 de setembre de 2006 | Palomar              | NEAT              |
| 245923             | 2006 RU12              | 14 de setembre de 2006 | Kitt Peak            | Spacewatch        |
| 245924             | 2006 RJ13              | 14 de setembre de 2006 | Kitt Peak            | Spacewatch        |
| 245925             | 2006 RT15              | 14 de setembre de 2006 | Catalina             | CSS               |
| 245926             | 2006 RU18              | 14 de setembre de 2006 | Palomar              | NEAT              |
| 245927             | 2006 RG19              | 14 de setembre de 2006 | Kitt Peak            | Spacewatch        |
| 245928             | 2006 RG20              | 15 de setembre de 2006 | Socorro              | LINEAR            |
| 245929             | 2006 RV21              | 15 de setembre de 2006 | Catalina             | CSS               |
| 245930             | 2006 RZ21              | 15 de setembre de 2006 | Catalina             | CSS               |
| 245931             | 2006 RW30              | 15 de setembre de 2006 | Socorro              | LINEAR            |
| 245932             | 2006 RP34              | 13 de setembre de 2006 | Palomar              | NEAT              |
| 245933             | 2006 RF47              | 14 de setembre de 2006 | Kitt Peak            | Spacewatch        |
| 245934             | 2006 RT51              | 14 de setembre de 2006 | Kitt Peak            | Spacewatch        |
| 245935             | 2006 RY53              | 14 de setembre de 2006 | Kitt Peak            | Spacewatch        |
| 245936             | 2006 RG64              | 12 de setembre de 2006 | Catalina             | CSS               |
| 245937             | 2006 RS65              | 14 de setembre de 2006 | Palomar              | NEAT              |
| 245938             | 2006 RB73              | 15 de setembre de 2006 | Kitt Peak            | Spacewatch        |
| 245939             | 2006 RR78              | 15 de setembre de 2006 | Kitt Peak            | Spacewatch        |
| 245940             | 2006 RM79              | 15 de setembre de 2006 | Kitt Peak            | Spacewatch        |
| 245941             | 2006 RL83              | 15 de setembre de 2006 | Kitt Peak            | Spacewatch        |
| 245942             | 2006 RS104             | 15 de setembre de 2006 | Apache Point         | A. C. Becker      |
| 245943 Davidjoseph | 2006 RZ114             | 14 de setembre de 2006 | Mauna Kea            | J. Masiero        |
| 245944             | 2006 SH2               | 16 de setembre de 2006 | Catalina             | CSS               |
| 245945             | 2006 SX12              | 17 de setembre de 2006 | Kitt Peak            | Spacewatch        |
| 245946             | 2006 SF16              | 17 de setembre de 2006 | Catalina             | CSS               |
| 245947             | 2006 SK16              | 17 de setembre de 2006 | Kitt Peak            | Spacewatch        |
| 245948             | 2006 SJ19              | 18 de setembre de 2006 | Catalina             | CSS               |
| 245949             | 2006 SG21              | 16 de setembre de 2006 | Anderson Mesa        | LONEOS            |
| 245950             | 2006 SD26              | 16 de setembre de 2006 | Catalina             | CSS               |
| 245951             | 2006 SO26              | 16 de setembre de 2006 | Anderson Mesa        | LONEOS            |
| 245952             | 2006 SO27              | 16 de setembre de 2006 | Catalina             | CSS               |
| 245953             | 2006 SS36              | 17 de setembre de 2006 | Catalina             | CSS               |
| 245954             | 2006 SR42              | 18 de setembre de 2006 | Catalina             | CSS               |
| 245955             | 2006 SA46              | 18 de setembre de 2006 | Socorro              | LINEAR            |
| 245956             | 2006 SW46              | 19 de setembre de 2006 | Catalina             | CSS               |
| 245957             | 2006 SX48              | 18 de setembre de 2006 | Anderson Mesa        | LONEOS            |
| 245958             | 2006 SR51              | 17 de setembre de 2006 | Anderson Mesa        | LONEOS            |
| 245959             | 2006 SY55              | 18 de setembre de 2006 | Socorro              | LINEAR            |
| 245960             | 2006 SF57              | 16 de setembre de 2006 | Catalina             | CSS               |
| 245961             | 2006 SD58              | 18 de setembre de 2006 | Catalina             | CSS               |
| 245962             | 2006 SE59              | 16 de setembre de 2006 | Catalina             | CSS               |
| 245963             | 2006 SH65              | 16 de setembre de 2006 | Anderson Mesa        | LONEOS            |
| 245964             | 2006 SC75              | 19 de setembre de 2006 | Kitt Peak            | Spacewatch        |
| 245965             | 2006 SU79              | 17 de setembre de 2006 | Catalina             | CSS               |
| 245966             | 2006 SL84              | 18 de setembre de 2006 | Kitt Peak            | Spacewatch        |
| 245967             | 2006 SC88              | 18 de setembre de 2006 | Kitt Peak            | Spacewatch        |
| 245968             | 2006 SE90              | 18 de setembre de 2006 | Kitt Peak            | Spacewatch        |
| 245969             | 2006 SL95              | 18 de setembre de 2006 | Kitt Peak            | Spacewatch        |
| 245970             | 2006 SZ98              | 18 de setembre de 2006 | Kitt Peak            | Spacewatch        |
| 245971             | 2006 SX107             | 19 de setembre de 2006 | Catalina             | CSS               |
| 245972             | 2006 SR111             | 22 de setembre de 2006 | Catalina             | CSS               |
| 245973             | 2006 ST112             | 23 de setembre de 2006 | Kitt Peak            | Spacewatch        |
| 245974             | 2006 SU115             | 24 de setembre de 2006 | Anderson Mesa        | LONEOS            |
| 245975             | 2006 SL124             | 19 de setembre de 2006 | Catalina             | CSS               |
| 245976             | 2006 SH126             | 21 de setembre de 2006 | Anderson Mesa        | LONEOS            |
| 245977             | 2006 SV128             | 17 de setembre de 2006 | Catalina             | CSS               |
| 245978             | 2006 SY131             | 16 de setembre de 2006 | Catalina             | CSS               |
| 245979             | 2006 SX134             | 20 de setembre de 2006 | Anderson Mesa        | LONEOS            |
| 245980             | 2006 SD154             | 20 de setembre de 2006 | Anderson Mesa        | LONEOS            |
| 245981             | 2006 SN155             | 22 de setembre de 2006 | Catalina             | CSS               |
| 245982             | 2006 SW166             | 25 de setembre de 2006 | Kitt Peak            | Spacewatch        |
| 245983             | 2006 SG198             | 26 de setembre de 2006 | Moletai              | Moletai           |
| 245984             | 2006 SX209             | 26 de setembre de 2006 | Mount Lemmon         | Mt. Lemmon Survey |
| 245985             | 2006 SA213             | 26 de setembre de 2006 | Catalina             | CSS               |
| 245986             | 2006 SU214             | 27 de setembre de 2006 | Socorro              | LINEAR            |
| 245987             | 2006 SY223             | 25 de setembre de 2006 | Mount Lemmon         | Mt. Lemmon Survey |
| 245988             | 2006 SM228             | 26 de setembre de 2006 | Kitt Peak            | Spacewatch        |
| 245989             | 2006 SG255             | 26 de setembre de 2006 | Catalina             | CSS               |
| 245990             | 2006 SF270             | 27 de setembre de 2006 | Kitt Peak            | Spacewatch        |
| 245991             | 2006 SK274             | 27 de setembre de 2006 | Kitt Peak            | Spacewatch        |
| 245992             | 2006 SL278             | 28 de setembre de 2006 | Catalina             | CSS               |
| 245993             | 2006 SZ279             | 28 de setembre de 2006 | Catalina             | CSS               |
| 245994             | 2006 SS281             | 18 de setembre de 2006 | Catalina             | CSS               |
| 245995             | 2006 SN301             | 26 de setembre de 2006 | Catalina             | CSS               |
| 245996             | 2006 SH303             | 27 de setembre de 2006 | Kitt Peak            | Spacewatch        |
| 245997             | 2006 SX306             | 27 de setembre de 2006 | Kitt Peak            | Spacewatch        |
| 245998             | 2006 SL308             | 27 de setembre de 2006 | Kitt Peak            | Spacewatch        |
| 245999             | 2006 SA319             | 27 de setembre de 2006 | Kitt Peak            | Spacewatch        |
| 246000             | 2006 SC334             | 28 de setembre de 2006 | Kitt Peak            | Spacewatch        |